# Славянское неоязычество в России
Славянское неоязычество (роднове́рие, родная вера) является наиболее распространённым направлением неоязычества в России.

## Особенности
Х. Пилкингтон и А. Попов считают, что русское неоязычество нельзя назвать религией в традиционном понимании. Согласно религиоведу А. В. Гайдукову, славянское новое язычество представляет собой субкультуру, комплексное явление, сочетающее в себе религиозное движение, мировоззрение, общественное и политическое движение. По мнению Гайдукова, славянское новое язычество в России в полной мере стало субкультурой к 2002—2003 годам. Пик субкультуры пришёлся на 2006 год.
По мнению А. А. Бескова, русское неоязычество содержит большое число внутренних противоречий как в плане форм, так и в плане содержания и не имеет единого вектора развития. Согласно Бескову, в современной России «русское неоязычество является лишь одним из проявлений тектонического сдвига в общественном мышлении, который характеризуется возвращением в русскую культуру языческого наследия и общественным признанием значительного вклада восточнославянского язычества в формирование национальной культуры… Общественный интерес к восточнославянскому язычеству очень велик и не ослабевает с начала 1990-х годов». Об этом свидетельствует увеличение количества торговых наименований, которые образованы от имён славянских языческих персонажей, популярность неоязыческой символики, псевдославянских боевых искусств и оздоровительных практик. Эти верования не связаны с догматами, поэтому такое псевдославянское язычество представляет собой итсизм (неопределённое верование в неясную трансцендентную силу), но со славянской окраской. Здесь может применяться определение «духовный, но не религиозный».

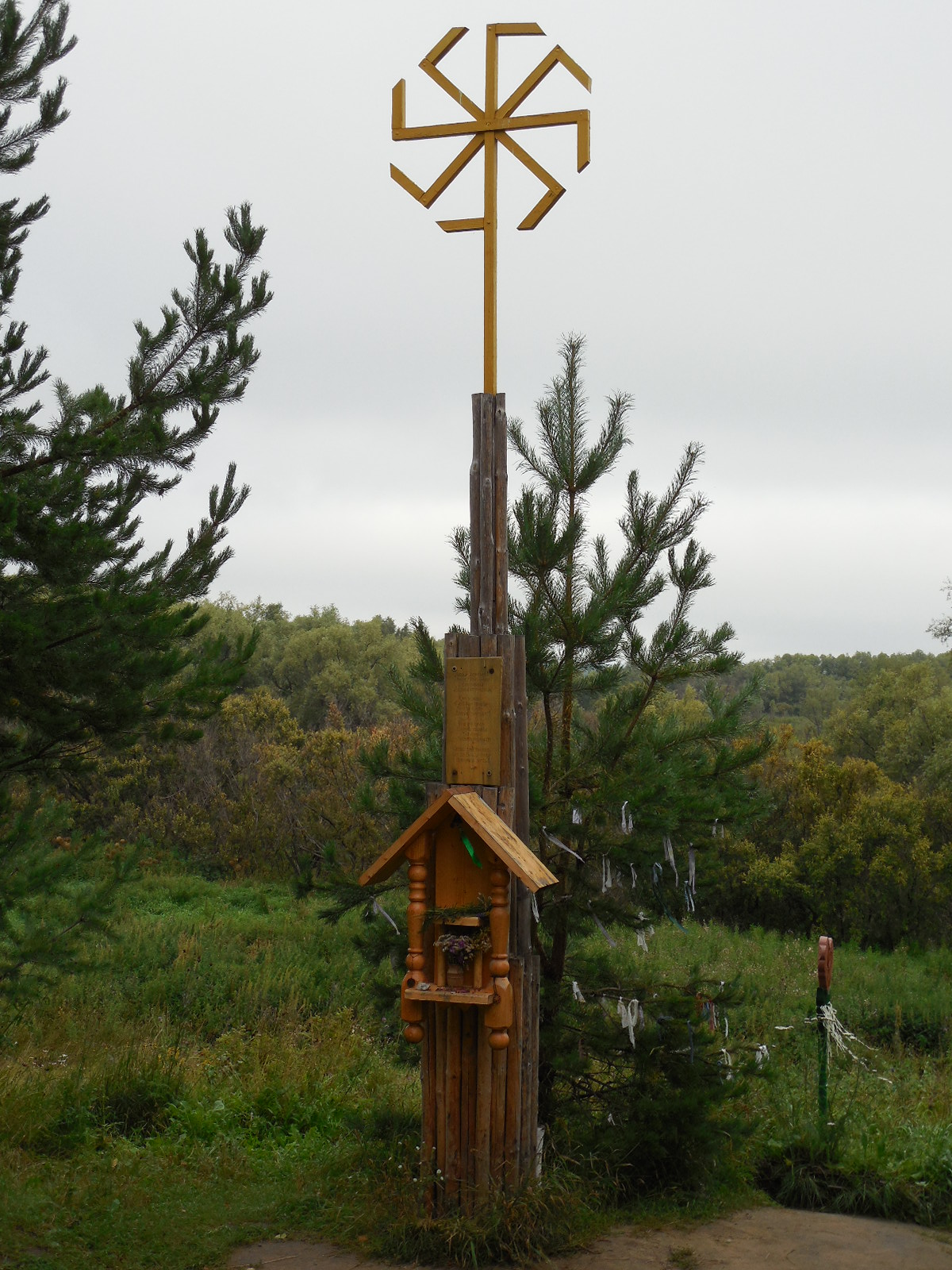
Святилище с «коловратом» в Окуневе, Омская область

Ряд исследователей характеризует русское неоязычество в качестве «квазирелигии» (В. В. Прибыловский, О. И. Кавыкин, И. Б. Михеева).
Против такого понимания возражает Бесков, с целью разграничить преимущественно религиозные и преимущественно нерелигиозные аспекты предлагающий разделить явление на три группы:
- «неоязычество» — религиозная категория, которую составляют спиритуалисты, занятые духовным поиском;
- «квазиязычество» — ультранационализм, продвигающий комплекс идей и действий, апеллирующих к характерным для этнической общности традиционным формам религиозности, но не являющихся по своему содержанию религиозными; использует языческую символику лишь в качестве антуража;
- «псевдоязычество» — явления, в которых исследователем не находится интерес к языческим традициям, но обнаруживаются тенденции к осознанному лженаучному искажению истории чаще всего для извлечения коммерческой выгоды[13].

Бесков различает русских неоязычников и радикальных русских националистов, которые могут пользоваться как неоязыческой, так и православной символикой.
Историк Л. С. Клейн выделяет две противоборствующие тенденции в российском славянском неоязычестве: первая — форма религиозных исканий, стремление к духовному единению с родной природой, здоровому образу жизни, религиозная модификация движения зелёных; вторая — форма националистической пропаганды, самоорганизации шовинистов, религиозное оформление российских неонацистов. Общим для обоих направлений являются эскапизм (бегство) от современной демократической цивилизации, ксенофобия и нативизм.
А. В. Прокофьев, С. Б. Филатов и А. С. Коскелло выделяют в российском славянском неоязычестве несколько групп:
- «Реконструкторы» и спортсмены — участники военно-исторических клубов, которые занимаются, главным образом, реконструкцией костюмов и доспехов и, в меньшей степени, старинных боевых искусств. Неоязычество для них играет второстепенную роль, как дополнение к костюму. Главный бог — Перун.
- «Ратоборцы» — неоязычники, которые «возрождают традиции» славяно-горицкой борьбы, так называемого ратоборства. Ключевой фигурой является Александр Белов (Селидор). Характерно преобладание спорта над религиозными практиками и неофашистскими идеями, но главное место все же принадлежит неоязычеству.
- «Фольклористы» — неоязычники, занимающиеся возрождением народных промыслов и искусств, возрождением фольклора, костюмов и др. Интерес к язычеству в основном этнографический.
- Собственно языческие общины. Основная цель в возрождении языческой идеологии и обрядности[17].

По мнению историка и религиоведа Р. В. Шиженского, основной типологический ряд неоязыческих организаций России представлен тремя взаимодополняющими группами: национал-патриотическая, природно-экологическая, этнографически-игровая. При этом начиная с периода формирования и до настоящего времени национал-патриотическое крыло движения — основное и наиболее жизнеспособное и дееспособное, что, согласно исследователю, определено такими его свойствами, как инвариантность, структурная организованность и разработанная с конца 1970-х годов источнико-историографическая и идеологическая основа. В итоге это направление обладает постоянным числом прозелитов и массой «сочувствующих».
Майкл Стрмиска (Висконсинский университет в Мадисоне и Бостонский университет, один из основателей Всемирного конгресса этнических религий) выделял два основных направления в мировом неоязычестве — реконструкционистское, ставящее целью воспроизведение древних языческих культов, и эклектическое, в котором язычество прошлого рассматривается в основном лишь как источник вдохновения для собственного духовного поиска. Реконструкционистское неоязычество более распространено в Восточной Европе, эклектическое, например, викка, — в Великобритании и США. А. А. Бесков писал, что эклектическое неоязычество, лишённое конкретной географической и этнической подосновы, сближается с культурой нью-эйдж, в отличие от реконструкционистского направления. По его словам, русским неоязычеством именуется реконструкционистское направление, которое декларирует историческую и идейную связь с восточнославянскими («русскими») дохристианскими верованиями. Именно такое неоязычество называется в литературе термином «родноверие».

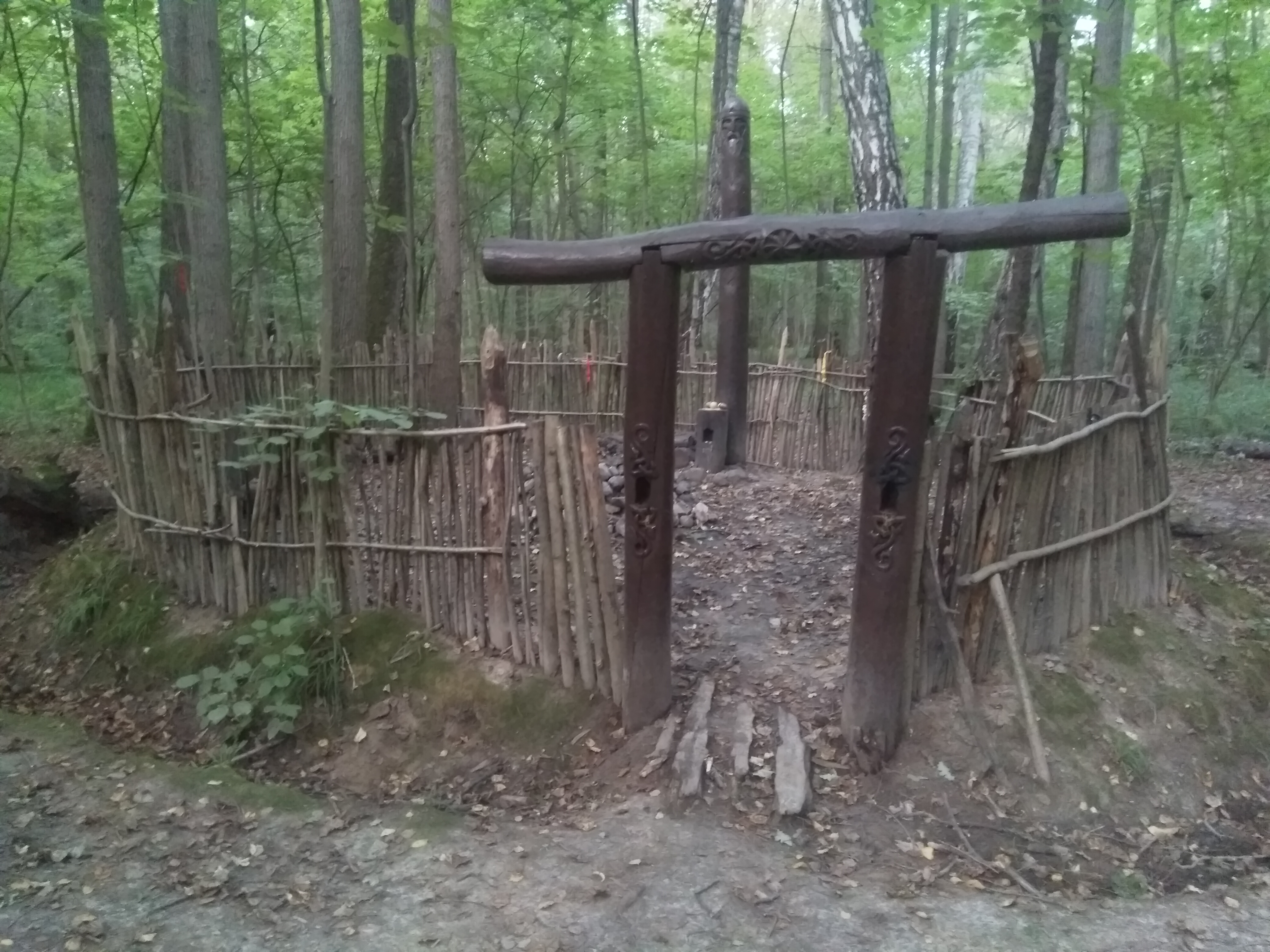
Капище Сварога, Битцевский парк, Москва

Согласно русскому неоязычеству, в прошлом русский народ имел свою, родную, природную веру, которая была насильственным путём заменена чужой, как по происхождению по ментальности, религией — православным христианством. Последнее наднационально, тогда как язычество, по их мнению, является национальной религией русских. Если русские стремятся к национальному возрождению или хотя бы к самосохранению, они, по мысли неоязычников, должны отвергнуть чужую, навязанную им религию и вернуться к родной, национальной вере. Утверждается, что православие столкнулось на Руси с активным сопротивлением народа, державшегося родной веры, в результате чего православием было инкорпорировало большое число языческих элементов, что породило «двоеверие».
Если националистические настроения в среде европейских и американских неоязычников минимальны, то российские родноверы проявляют их активно, что вызывает внимание со стороны властей. Значительная часть русского неоязычества, в отличие от западного, имеет выраженный этнонационалистический характер и несёт имперские идеи о восстановлении «Русской империи», что обосновывается концепцией о расселении древних «славян-русов» на обширной территории Евразии. Родноверы выступают против минимизации субъектности русского народа. Феминистские и природоохранные идеи, существенные в западном неоязычестве, в России представляются второстепенными. Русское неоязычество ориентировано на патриархальные традиции. Руководство общинами и политическими партиями осуществляется, как правило, мужчинами. В экологическом аспекте делается акцент на «экологии культуры», переходящей в идею «чистоты крови». Распространена идея о миллионах уничтоженных язычников в период Крещения Руси. Источниковая база, как правило, небольшая. Чаще всего это книги Б. А. Рыбакова и книги и видеолекции своих конкретных лидеров. По мнению Р. В. Шиженского, родноверы стремятся построить полузакрытый социум внутри своей страны.
Согласно О. Р. Авериной и Н. М. Байкову, славянское неоязычество в России представляет собой «разнородное движение, в основе которого лежат идеи исторического и духовного первенства славян (славяноариев) по отношению к другим народам, возврата к политеизму — почитанию исконно русских богов и др.»; действующая в рамках славянского неоязычества «псевдославянская идеология под благовидными предлогами защиты древнеславянских корней, традиций и обрядов навязывает россиянам, прежде всего молодежи, человеконенавистнические идеи нацизма, их приемлемость и допустимость в современных условиях».
Русско-арийский неоязыческий миф с его направленностью против «иудео-христианской цивилизации» стал новой мифологией нацистского типа. «Патриотический» смысл построений русских неоязычников представляет собой перенос «арийских» корней с немецкой почвы на русскую, к «замещению мифа XX века мифом ХХI века». Это определение, а также открытие в 1986 году самого явления русско-арийского паранацизма принадлежит Майе Каганской. Она же обратила внимание исследователей на группу советских авторов-фантастов, которые использовали этот жанр для пропаганды «самых экстремальных фабул мистического расизма и антисемитизма».
Согласно этой идее, русский народ стал предметом экзистенциальной ненависти («русофобии») евреев, потому что древние предки русских, «первые индоарии», много тысячелетий назад создали основы богатой языческой культуры, изначально противостоявшей ущербной иудейско-христианской цивилизации. Создатели русско-арийского мессианского мифа вдохновлялись перспективой возрождения этой культуры в России, миссия которой, по их мнению, заключалась в оздоровлении всего человечества, страдающего под игом правящего на Западе иудео-христианства. Христианство, именующееся «дочерним предприятием иудаизма», «предбанником иудейского рабства», представляется чуждой и навязанной русскому духу религией. Утверждается, что оно осознанно погубило самобытную русскую культуру, насчитывающую несколько тысячелетий и равную самым великим цивилизациям человечества.
Историк Д. В. Шляпентох писал, что, как и в Европе, в России неоязычество толкает некоторых своих приверженцев к антисемитизму. Этот антисемитизм тесно связан с негативным отношением к выходцам из Азии, и данный акцент на расовом факторе может приводить неоязычников к неонацизму. Склонность неоязычников к антисемитизму представляет собой логическое развитие идей неоязычества и подражание нацистам, а также является следствием ряда специфических условий современной российской политики. В отличие от предшествовавших режимов современный российский политический режим, а также идеология среднего класса сочетают поддержку православия с филосемитизмом и позитивным отношением к мусульманам. Эти особенности режима способствовали формированию специфических взглядов неонацистов-неоязычников, которые представлены в значительной мере в среде социально незащищённой и маргинализированной русской молодёжи. По их мнению, власть в России узурпировала клика заговорщиков, включающих иерархов православной церкви, евреев и мусульман. Вопреки внешним разногласиям, считается, что эти силы объединились в своём стремлении удержать власть над русскими «арийцами».
Ряд русских неоязыческих авторов отождествляет «ариев» («арийцев») не просто с «белыми» людьми, а называет их прямыми предками русских или отождествляет с русскими. Так, по мнению Анатолия Абрашкина («Древние росы. Пути миграции», 1999), «арии — древнейшее имя русских». Абрашкин и некоторые другие авторы помещают «русскую прародину» на Русской равнине.
Сторонники русского неоязычества понимают под русским народом всех восточных славян, не признавая в качестве отдельных народов украинцев и белорусов.
В лексике русского неоязычества отсутствует термин «человечество». Имеются понятия «род», «народ», «раса», тогда как остальная часть человечества выносится за скобки, понимается как низшее, или, по крайней мере, абсолютно «чуждое». Неоязычеством создаётся грандиозный миф о прошлом, в котором, однако, повествуется только о «русских», «славянах», «арийцах». Эти мифологические герои путешествуют по всему миру, но достойного места для иных народов в неоязыческой картине мира обычно не находится.
Направленное на поиски «исконной русской веры», русское неоязычество создало ряд мифологических клише, к которым принадлежит, в частности, «Правь». Русские неоязычники утверждают, что они являются «истинно православными», поскольку «славят Правь» — светлый мир языческих богов. Русское неоязычество повторило путь австрийских ариософов и германских неоязычников, которые также формировали новые мифологические клише в первые десятилетия XX века и создали символику и ритуалы, позднее воспринятые нацистами.
Е. В. Головнева отметила, что идеи инглиистов не были маргинальными среди неинглиистских русских родноверов.
Некоторые идеологи русского неоязычества осознают, выделяют и пропагандируют внутреннюю противоречивость и отсутствие единого вектора движения. Так, Илья Черкасов (волхв Велеслав) в работе 2002 года «Слово против церкви» писал, что превращение родноверия в церковь уничтожит в нём веру, выработка единого канона, по его мнению, является вредной, ведущей к размежеванию сообщества на ортодоксов и еретиков и расколу между общинами. Обращаясь ко всем родноверам и русским людям, Велеслав призывает верить «не по „канону“, а по Сердцу», быть ответственными перед богами и собственной совестью, а не перед церковными иерархами, искать пути к единству не в церкви, «но в Духе и Правде».
Славянские неоязычники проводят диспуты с представителями традиционных религий, а также неоязыческие конференции с участием самопровозглашённых «профессоров» и «академиков», что часто связано с распространением учения «ДНК-генеалогии» Анатолия Клёсова. Например, проводится регулярная конференция «Велесов ключ» в Йошкар-Оле, где отстаивается подлинность «Велесовой книги». Родноверческие общины объединяются в союзы. В недавнее время некоторые союзы стали объединяться в конфедерации для принятия каких-либо решений. Это свидетельствует о тенденциях к сплачиванию, хотя лидеры общин часто утверждают, что централизация приведёт к уничтожению язычества, ссылаясь на опыт христианских церквей.
В русском неоязычестве популярна идея о еврейско-хазарском происхождении князя Владимира Святославича, из-за которого он и ввёл христианство, орудие порабощения «арийцев» евреями. Р. В. Шиженский выделяет неоязыческий миф о Владимире и характеризует его как один из наиболее «одиозных» неоязыческих исторических мифов и один из основных по мировоззренческой значимости русских неоязыческих мифов. Автором данного мифа является один из основателей русского неоязычества Валерий Емельянов, который изложил его в своей книге «Десионизация» (1970-е годы). Владимир был сыном князя Святослава от Малуши, ключницы его матери княгини Ольги. Емельянов заявил, что имя Малуша — производное от еврейского имени Малка. Он утверждал, что отцом Малуши был «равв» — раввин, также носивший еврейское имя Малк. «Нестеровская цензура» христианского периода, проведённая в отношении существовавших, по мнению Емельянова, дохристианских летописей, исказила «раввинич» применительно к Владимиру на «робичич» (сын рабыни — Малуши). Емельянов писал, что Владимир повинен в убийстве своего брата Ярополка и узурпации власти. При этом, по заявлению Емельянова, «школу узурпатора» он прошёл, когда, находился на двухлетней стажировки в западноевропейских странах. В правление Владимира на Руси впервые появляются идолы и практикуются человеческие жертвоприношения (вразрез с «арийской» верой); десять лет идолопоклонства и вызванное этим недовольство народа подготовили почву для крещения. У Емельянова миф о Владимире заимствовал другой основатель русского неоязычества Алексей Добровольский (Доброслав). Добровольский в соответствии со своими взглядами выделял антигероев русской истории. Центральное место в этом чёрном списке отводилось князю Владимиру Святославичу. Первую часть этого мифа Доброслав повторял без изменений. Вторую часть мифа о деяниях Владимира Доброслав дополнил новыми подробностями. Владимир Истархов в дополнение к мифу о Владимире утверждает, что князь уничтожил «славянское летописание», «подробный Летописный Свод Русской Империи» и ввёл запрет на русскую историю до крещения. Процесс крещения Руси представлен христианским геноцидом. Неоязыческий миф о Владимире с различными изменениями воспроизводили и другие неоязыческие авторы. В. М. Дёмин повторял идеи об огромных человеческих жертвах, с которыми проводилась христианизация Руси, и об уничтожении христианами богатства памятников дохристианской письменности. Один из неоязыческих авторов Лев Прозоров повторяя миф о Владимире, обвинял князя в предательстве веры предков. Миф о Владимире имеет получил большое распространение среди авторов различных русских неоязыческих статей и сочинений. С. Мальцев пишет: «Малуша — дочь последнего хазарского царя, женившись на Рогнеде, Владимир совершил тягчайшее расовое преступление» (вступил в межрасовый брак). В беллетристике миф о Владимире отражён, в частности, в романе неоязыческого писателя Сергея Алексеева «Аз Бога ведаю!» (1999). Согласно произведению, мать Владимира Малуша была безродной рабыней хазар, которую отбил у последних князь Игорь. Это внедрение хазарского элемента в окружение русских князей было спланировано заранее и осуществлено хазарско-иудейской верхушкой Хазарского каганата. Алексеев изобразил Владимира алчным эгоистом, ростовщиком, мечтающем о мировом еврейском господстве.
В то же время не все неоязыческие идеологи придают «мифу о Владимире» существенное значение, некоторые только упоминают имевшие место, по их мнению, отрицательные последствия его княжения. Так, глава ССО СРВ верховный волхв Вадим Казаков заимствует из мифа лишь уничтожение христианами дохристианского наследия. Шиженский отмечает, что неоязыческий миф о Владимире противоречит научным работам по данному вопросу и совокупности исторических источников.
Религиоведы Р. В. Шиженский и О. С. Тютина отмечают, что количество почитаемых богов у адептов славянского неоязыческого движения в России и Белоруссии колеблется от 15 до 29 (Велес, Перун и др.), в число которых входят и божества неславянского происхождения, например — Один.

## История

### Русское зарубежье и СССР

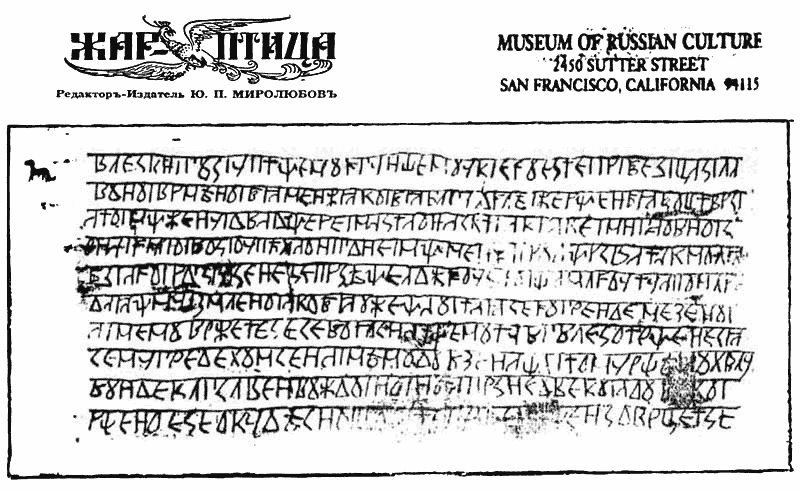
Изображение, заявленное как фотография дощечки «Велесовой книги»

В середине XX века среди белоэмигрантов появились авторы, выступающие с апологией неоязычества. К их числу принадлежали Александр Куренков (псевдоним — Ал. Кур, 1891—1971) и писатель Юрий Миролюбов (1892—1970), впервые опубликовавшие в 1953—1957 годах в журнале «Жар-птица» (Сан-Франциско) ставшую впоследствии «Библией» неоязычников «Велесову книгу». Миролюбову также принадлежит ряд псевдоисторических сочинений, в том числе книга «Риг-Веда и Язычество», Куренкову — книга «Из истиной истории наших предков». Близок к ним был также биолог Сергей Лесной (настоящее имя — С. Я. Парамонов, 1894—1967), автор книг «История „руссов“ в неизвращенном виде» (1953—1960) и «„Влесова книга“ — языческая летопись доолеговской Руси: История находки, текст и комментарий» (1966). Сведений о существовании вокруг них какого-либо неоязыческого движения нет.
Одним из переводчиков «Велесовой книги» на русский язык был Б. А. Ребиндер, инженер из города Руайя во Франции, родившийся в России, также увлечённый «праисторией славян». Он присылал сочинения Миролюбова В. Безверхому, одному из первых идеологов русского неоязычества, и другим российским сторонникам неоязычества. Ребиндер прислал в Отдел древнерусской литературы Института русской литературы Академии наук СССР материалы по «Велесовой книге». В 1993 году на украинском языке была выпущена его книга, содержавшая апологетику «Велесовой книги».
В СССР «Велесова книга» стала широко известна благодаря программной статье «Витязи» (1971) участника советского движения русских националистов, получившего известность как «русская партия», поэта Игоря Кобзева, который увлекался русским язычеством и противопоставлял его «насильно насаждённому» христианству, якобы нанёсшему непоправимый вред исконной русской культуре. Статья была направлена против искажений русского языка и русской истории некими недоброжелателями, тогда как на самом деле, по мнению Кобзева, «у русского народа, так же как и у русского языка, бесконечно глубокие корни, уходящие в туманнейшие дали тысячелетий». Кобзев требовал издания текстов «Велесовой книги» (1977) и публиковал стихотворные переводы отдельных её отрывков (1982). Также автор призывал бороться с сионизмом.
Начало полемики в СССР вокруг «Велесовой книги» положила статья Валерия Скурлатова и Н. Николаева (1976), опубликованная в популярной еженедельной газете «Неделя». Эти авторы утверждали, что произведение представляет собой «таинственную летопись», позволяющую по-новому взглянуть на времени возникновения славянской письменности, пересмотреть научные представления об этногенезе, уровне общественного развития, мифологии славян. В том же 1976 году газета «Неделя» опубликовала подборку восторженных отзывов о «Велесовой книге», включавшие обвинения против лиц, которые кто якобы стремятся «замалчиванием отстранять» читателей и писателей от выдающегося произведения.
В 1960-е годы и особенно в период «застоя» стали развиваться самодеятельные русско-имперские мессианские идеологии, включающие как про-, так и антисоветские идеи. В первых идеологиях евреи обвинялись в «извращении» революции, во вторых — в её свершении. Русские мессианские идеологии уже с конца 1960-х годов дополнялись новой конструкцией, ранее не имевшей прецедента в истории русской мысли — расово-цивиизаторской версией русского мессианства. Эти идеи строились на возникшей в русской эмиграции «Велесовой книге».
В конце 1960-х годов разработка «славянско-арийской» идеи началась в окружении художника Ильи Глазунова, писателей Василия Захарченко и Ивана Ефремова. Идейным вдохновителем этой деятельности стал Ефремов. Его идеи активно развивал Глазунов. В 1970-е годы существенной частью деятельности антисионистов и участников националистической «русской партии» Валерия Емельянова, Дмитрия Жукова, Валерия Скурлатова и А. Иванова (Скуратова) стала пропаганда неоязыческого и расистского мировоззрения. К неоязычеству эти авторы пришли через следующее теоретическое построение: поскольку всё, что исходит от евреев по определению является негативным, следовательно и христианство также было создано евреями для порабощения других народов. В качестве противовеса христианству авторы предлагали возврат к «исконной» религии древних славян или праславян, рассматриваемых ими как часть «древних ариев». Скурлатов был знаком с Глазуновым с середины 1960-х годов; в 1970-е годы стал научным редактором в редактируемом Захарченко журнале ЦК ВЛКСМ «Техника — молодёжи». А. М. Иванов был самиздатским публицистом, начавшим писать под псевдонимом Скуратов; почти сразу после освобождения из спецпсихбольницы он попал в салон Глазунова.
Историк Лев Корнеев, участник советского «антисионистского кружка», ссылавшийся в своих радикальных публикациях на «Велесову книгу», внёс в список «сионистских преступлений» «очернение» русского культурного наследия, включая «Велесову книгу». Партийно-государственные антисионисты были заинтересованы в паранацистской ариософии, что выразилось, в частности, в курируемой ими издательской политике. Так, роман-эссе Владимира Чивилихина «Память», который был посвящён «доказательствам» «арийских» корней русских как «ведущего народа» «индоевропейской расы», с 1978 по 1985 год был издан общим тиражом в 6 млн 130 тысяч экземпляров.
Современное русское неоязычество сложилось во второй половине или конце 1970-х годов и связано с деятельностью московского арабиста Валерия Емельянова (неоязыческое имя — Велемир) и бывшего диссидента и неонацистского активиста Алексей Добровольского (неоязыческое имя — Доброслав).
В 1957 году под влиянием революции в Венгрии (1956) Добровольский создал Русскую национал-социалистическую партию. Был заключён в тюрьму. С 1964 года сотрудничал с Народно-трудовым союзом. 5 декабря 1965 года организовал демонстрацию на Пушкинской площади. В 1968 году проходил по Делу четырёх. В 1969 году Добровольский купил библиотеку и погрузился в историю, эзотерику и парапсихологию. Сотрудничал с Валерием Емельяновым. В 1989 году принимал участие в создании «Московской языческой общины», которую возглавил Александр Белов (Селидор), и утвердил восьмилучевой «коловрат» в качестве символа «возрождающегося язычества». С 1990 года сотрудничал с неоязыческой Русской партией Корчагина. Провёл первый массовый обряд имянаречения, обряда получившего повсеместное распространение в родноверии. Затем удалился в заброшенную деревню Весенёво Кировской области, где жил отшельником и проводил летние праздники Купалы. Руководил «Русским освободительным движением» (РОД).
Валерий Емельянов (неоязыческое имя — Велемир) (1929—1999) в 1967 году защитил кандидатскую диссертацию в Высшей партийной школе. Хорошее знание арабского языка и особенности службы позволили ему получить обширные связи в арабском мире, включая самых высокопоставленных лиц. Из этих источников он почерпнул своё понимание «сионизма». Емельянов был автором одного из первых манифестов русского неоязычества — анонимного письма «Критические заметки русского человека о патриотическом журнале „Вече“», обнародованного в 1973 году. После появления заметок журнал в 1974 году был ликвидирован, а его редактор В. Осипов арестован. В 1970-х годах Емельянов написал книгу «Десионизация», впервые опубликованную в 1979 году на арабском языке в Сирии в газете «Аль-Баас» по указанию сирийского президента Хафеза Асада. Тогда же ксерокопированная копия этой книги, якобы выпущенной Организацией освобождения Палестины в Париже, распространялась в Москве. Книга повествует о древней цивилизации «арийцев-венедов» (используются, в частности, идеи из «Велесовой книги», например, Правь-Явь-Навь), единственных автохтонов Европы, живших в гармонии с природой и впервые создавших алфавит, но побеждённых евреями-«сионистами», гибридами преступников разных рас, созданными египетскими и месопотамскими жрецами. С тех пор мир обречён на вечную борьбу двух сил — патриотов-националистов и «талмудических сионистов». Мощным орудием в руках «сионизма» служит христианство, по Емельянову, созданное иудеями специально с целью порабощения остальных народов. Иисус у Емельянова был одновременно «обычным иудейским расистом» и «масоном», а князь Владимир Святославич наделялся еврейскую кровь. Среди иллюстраций к этой книге были и репродукции картин Константина Васильева на тему борьбу русских богатырей со злыми силами и, прежде всего, картины «Илья Муромец побеждает христианскую чуму», с того времени ставшей популярной у неоязычников. Распространение идей, описанных Емельяновым в книге «Десионизация» и на лекциях в обществе «Знание» в начале 1970-х годов вызвало международный протест, заявленный американским сенатором Джейкобом Джавицем советскому послу в США А. Ф. Добрынину в 1973 году, после чего его лекции были прекращены. Емельянов стал обвинять в «сионизме» широкий круг лиц, включая правящую верхушку во главе с Генеральным секретарём ЦК КПСС Леонидом Брежневым. В 1980 году он пытался распространять копии «Десионизации» среди членов Политбюро ЦК КПСС и в его секретариате. В 1987 году основал «Всемирный антисионистский и антимасонский фронт „Память“» (неоязыческое крыло Общества «Память»). В 1992 году объявил себя «председателем Всемирного Русского правительства».
Многие идеи Емельянова получили распространение в славянском неоязычестве и праворадикальной среде: кража евреями великой «арийской» мудрости, народная этимология слова «Палестина», евреи как гибриды преступников разных рас и др. Последнее было воспринято такими авторами, как Александр Баркашов, Юрий Петухов, Ю. М. Иванов, Владимир Истархов. Ряд идей Емельянова из «Десионизации» прямо заимствованы писателем Юрием Сергеевым. Под влиянием Емельянова в фантастическую и паранаучную литературу о древних славянах вошёл ряд терминов-маркеров, упоминание которых указывает осведомлённым на то, что речь идёт о конкретной идеологии, но позволяет избежать обвинений в антисемитизме или расизме: «Опалённый стан» (Палестина); «Сиян-гора» (Сион); «Руса-салем» (Иерусалим); пращуры-степняки, путешествовавшие в древности по всей Евразии; Хазария как паразитическое государство (хазарский миф) и др.
В 1970 году в СССР в самиздате был распространён текст под названием «Слово Нации». В нём выражалось неприятие либерально-демократических идей, распространённых в то время среди части русских националистов, а в качестве программы провозглашались идеи сильного государства и формирования новой элиты. Для поддержания порядка и борьбы с преступностью авторитарная власть должна опираться на неподсудные никакому праву «народные дружины» (аналог «чёрных сотен»). Автор выдвигал требования борьбы с «ущемлением прав русского народа» и «еврейской монополией в науке и культуре», «биологической дегенерации белой расы» вследствие распространения «демократических космополитических идей», «случайной гибридизацией» рас, призыв к «национальной революции», после которой в стране правящей нацией должны стать «настоящие русские по крови и по духу» и другие. Полная русская версия этого документа была опубликована в эмигрантском журнале «Вече» в 1981 году, где автор писал о возможности превращения США в «орудие для достижения мирового господства чёрной расы» и отмечал особую миссию России по спасению мировой цивилизации. «Слово Нации» было подписано «русскими патриотами». Позднее стало известно, что его автором является А. М. Иванов (Скуратов), один из основателей русского неоязыческого движения, сторонник борьбы против «еврейского христианства». В конце 1971 году также в самиздате был распространён текст под названием «Письмо Солженицыну» за подписью некого Ивана Самолвина. В «Письме» говорилось о связях евреев с масонами и тайном заговоре с целью захвата власти над миром. Октябрьская революция представлена как реализация этих тайных замыслов. Утверждается, что «истинная история» предков русского народа тщательно скрывается от народа. Письмо было написано Валерием Емельяновым.
В 1970—1980-х годах неоязыческие идеи о предках развивались одним из направлений научно-фантастической литературы, представленным такими писателями, как Валерий Скурлатов и Владимир Щербаков. В числе их источников была «Велесова книга». Жанр научной фантастики подходил для целей неоязычников и уровня подачи ими материала. С одной стороны, их теории не имели возможности попасть в научные издания по причинам идеологической цензуры и несоответствия научным требованиям. С другой стороны, научная фантастика как жанр пользовалась в СССР значительно большей свободой и издавалась существенно большими тиражами, чем научные издания. Редакция издательства «Молодая гвардия» привлекала людей с неортодоксальными идеями, у которых были большие шансы донести их до публики. Литературный критик Всеволод Ревич называл это направление (представителями которого, кроме Щербакова, были Евгений Гуляковский, Юрий Петухов, Юрий Никитин) «нуль-литературой». В 1970-е годы «Молодая гвардия» начала издавать альманахи «Тайны веков» и «Дорогами тысячелетий», где постоянными авторами выступали Скурлатов и Щербаков, посвятившие свои произведения созданию фантастической истории древних славян. Это направление получило поддержку в ЦК ВЛКСМ, где рассматривалось как средство отвлечь молодёжь от насущных социальных и политических проблем.
С 1986 года мастер единоборств и писатель Александр Белов (Селидор) начал создавать клубы славяно-горицкой борьбы, неотъемлемой частью которой является и языческое мировоззрение с культом бога воинов Перуна.
В 1989 году Емельянов и Белов основали родноверческую «Московскую славянскую языческую общину» на базе «Всемирного антисионистский и антимасонский фронт (ВАСАМФ) „Память“» Емельянова и Клуба славяно-горицкой борьбы Белова и Добровольского. В 1990 году Белов исключил Емельянова, Добровольского и их сторонников из общины за политический радикализм.
Первые религиозные родноверческие общины появились в конце 1980-х годов, но они не имели официального статуса и затруднительно составить ясное представление об их фактическом масштабе. Они состояли из интеллектуалов: кандидат физико-математических наук Николай Сперанский (Велимир), архитектор Анатолий Рядинский (Берендей), психолог Григорий Якутовский (Всеслав Святозар, один из первых разработчиков обрядности), и другие. Средой формирования общин были исследователи русского фольклора, этнологи, историки, художники и ремесленники, которые не принимали происходивший в стране процесс усиления общественной роли Русской православной церкви.
Старейшим русским неоязыческим религиозно-политическим обществом («ведического» направления) стал «Союз венедов», основанный в июне 1990 года в Ленинграде философом Виктором Безверхим (языческое имя — Дед Остромысл) (1930—2000) на базе существовавшего с 1986 года неформального «Союза волхвов».
Примерно одновременно с Безверхим начал свою деятельность в Ленинграде врач-психотерапевт Сергей Семёнов и его Духовный союз «Тезаурус», начавшийся в 1984 году со Студии (клуба) психической культуры, закрытой властями в 1987. Своё учение Семёнов именует «Русская Веда», или «аутентизм». Целью является достижение людьми уровня богочеловечества в пантеистическом Боге-Роде, в чём ключевая роль принадлежит России-богоносице и славянскому язычеству.
В 1990 году в Москве психолог Григорий Якутовский создал родноверческую общину «Восточнославянский центр культурного единства „Купала“». В 1991 году появилась Коломенская «ведическая» община («Центр ратиборств и воинской культуры „Святогор“») под руководством А. А. Егорова (Велигора).

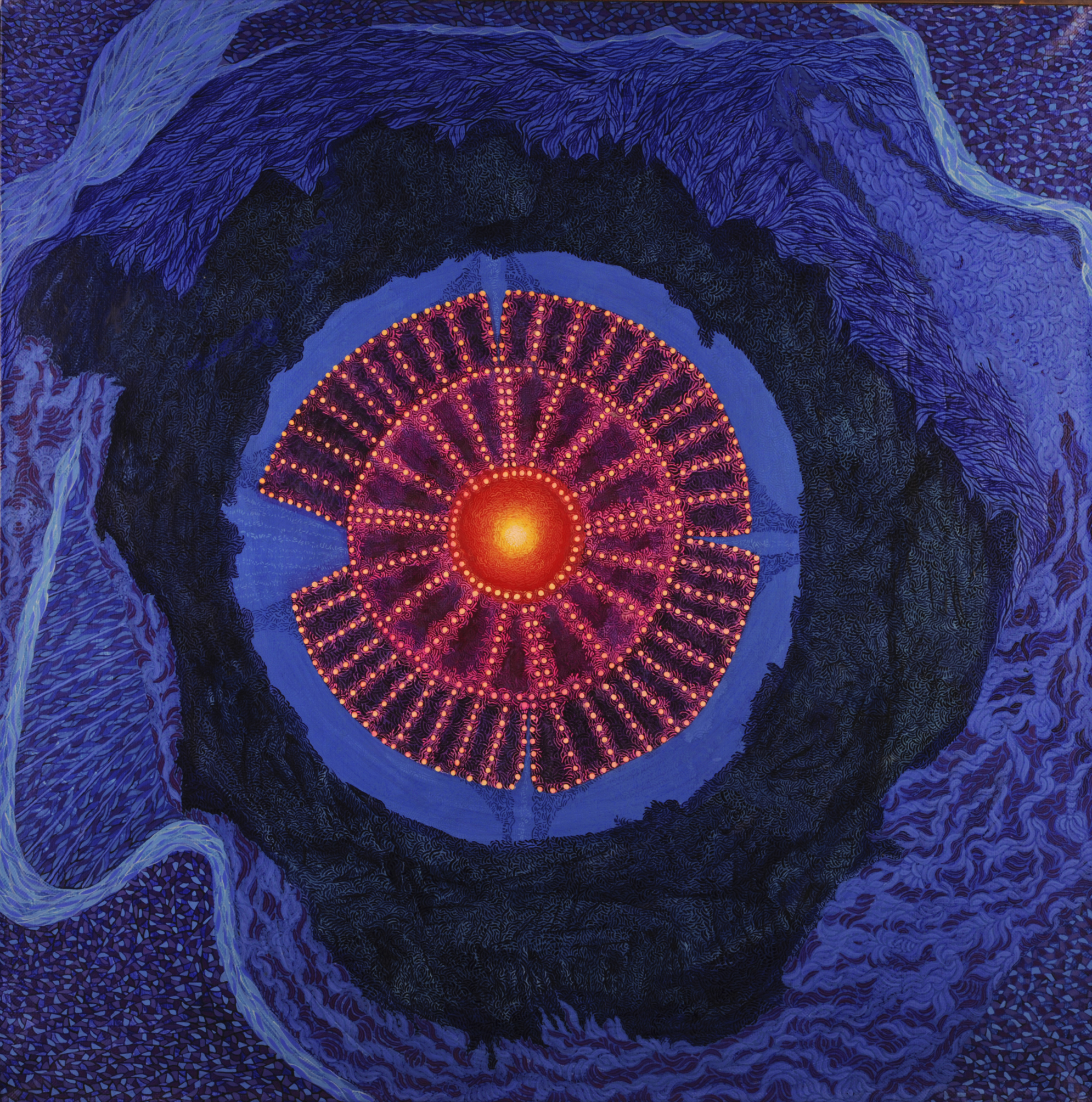
«Сияющий Аркаим», Лола Лонли

В 1987 году под Челябинском было обнаружено укрепленное поселение, датируемое XVII—XVI веками до н. э. и получившее название Аркаим. Похожие фортификации были давно известны в Центральной Азии, но впервые столь обширная постройка была найдена на территории собственно России. Эта территория должна была быть затоплена при строительстве водохранилища, и научная общественность надеялась спасти исторический памятник, настаивая на его абсолютной уникальности. Поддержку оказали сторонники «арийской» идеи, представившие Аркаим столицей древней «арийской» (славянской) цивилизации. Эта поддержка была одобрена частью научного сообщества, и мифологизация Аркаима приобрела большие масштабы, не встречая противодействия. В этом процессе участвовали также некоторые местные учёные и представители местных властей.

### Постсоветский период
В постсоветской России славянское неоязычество развивалось, основываясь на нескольких самостоятельных авторских идеологических проектах.
В конце 1980-х — начале 1990-х годов появляются первые известные лидеры родноверческих общин, такие как: мастер единоборств и писатель Александр Белов (Селидор), доктор философских и кандидат психологических наук А. Е. Наговицын (волхв Велемудр), психолог Григорий Якутовский (волхв Всеслав Святозар), химик К. В. Бегтин («волхв Огнеяр»), кандидат физико-математических наук Николай Сперанский (волхв Велимир, выпускник МГУ, физик-ядерщик, защитил диссертацию в Курчатовском институте, лидер общины «Коляда Вятичей»), Алексей Потапов (Мезгирь), кандидат физико-математических наук, учёный-геофизик и писатель Антон Платов (кнес Иггволод), химик, поэт и публицист Дмитрий Гаврилов (волхв Иггельд), Донат Гасанов (волхв Богумил Мурин), Илья Черкасов (волхв Велеслав) и др. Определённым авторитетом в этих кругах также пользовался Доброслав, удалившийся в деревню Весенёво и ведший оттуда большую пропагандистскую работу. Лидером направления родноверов начала 1990-х годов, получившего название русский ведизм, был кандидат философских наук Виктор Безверхий (Остромысл), основавший ещё в 1986 году в Ленинграде тайное «Общество волхвов», а в 1990 году — «Союз венедов».
Активная публицистическая и пропагандистская работа этих людей и их сторонников привела к образованию в постсоветской России нескольких десятков языческих общин, занимавшихся в основном пропагандой неоязычества и подготовкой и организацией традиционных славянских календарных праздников: Масленицы, Купалы, Солнцеворота.
На первом этапе становления русского родноверия имели место тесные контакты с прибалтийскими неоязычниками, которые позднее были нарушены.
В 1991 году в Омске возникло движение инглиизма во главе с эзотериком Александром Хиневичем («Патер Дий»).
В 1992 году Александр Асов издал книгу «Русские Веды. Песни птицы Гамаюн. Велесова книга» в издательстве журнала «Наука и религия», где он являлся редактором отдела истории славянства. Издание содержит текст «Велесовой книги», выполненный «велесовицей» с переводом Асова, в выходных данных названным волхвом Бусом Кресенем. Это издание с многотысячным тиражом и рассылкой по всем библиотекам стало информационным поводом массового повсеместного возникновения родноверия.
В 1992 году была зарегистрирована «Древнерусская инглиистическая церковь „Джива Храм Инглии“». Позднее получила название «Древнерусская инглиистическая церковь православных староверов-инглингов».
14 февраля 1994 года в качестве религиозной организации была официально зарегистрирована «Московская славянская языческая община» (МСЯО). Эта община неофициально существовала с конца 1980-х годов и в то время по своему составу совпадала с Клубом славяно-горицкой борьбы. Лидерами общины были Александр Белов (Селидор), руководитель Клуба славяно-горицкой борьбы, и Валерий Емельянов (Велемир), председатель ВАСАМФ «Память». В 1989 году эта община провела, возможно, первое в РСФСР открытое неоязыческое «богослужение», которое прошло в окрестностях Горьковской железной дороги и состояло из поклонения богу Солнца — Хоросу, показательных боев ратоборцев из Клуба славяно-горицкой борьбы и церемонии «анти-крещения» неофитов. В 1990 году Белов исключил Емельянова из общины и вышел из ВАСАМФ «Память». Вскоре после регистрации МСЯО, в 1995 году, Белов выходит из состава соучредителей МСЯО, а руководителем общины становится Сергей Игнатов (Млад), который подвергает пересмотру собранные ранее материалы по культуре, обычаям и верованиям, уделяя большее внимание «восстановлению» обрядов и праздников.
Слёт с участием 19 человек, состоявшийся 25 июня 1994 года близ деревни Угрюмово, на реке Воре, на границе Калужской и Смоленской областей, в среде «Союза славянских общин славянской родной веры» рассматривается как первый «за несколько сотен лет в России» праздник Купала.
Юридический статус МСЯО инициировал процесс объединения общин, в частности осенью 1995 года Калужская славянская община, оставаясь на деле независимой, стала филиалом МСЯО. В 1996 году Вадим Казаков, лидер Калужской славянской общины, от имени МСЯО установил международные связи с Украиной (РУН-вера), Польшей (ZRW), Чехией (Общество чешско-лужицкой дружбы) и выдвинул идею создания единой родноверческой организации. 19 июля 1997 года (праздник Перуна) в Калуге прошёл учредительный съезд «Союза славянских общин родной веры» (ССО СРВ), главой которого был единогласно избран Казаков. В конце 1990-х годов ССО насчитывал несколько десятков общин из разных городов. В июле 2011 года Казаков сложил с себя полномочия главы ССО СРВ.
Термин родноверие в России впервые зафиксирован в 1998 году (Русско-славянская община родноверов «Родолюбие»). В том же 1998 году этот термин в значении изначальной, родной для славян веры был предложен Вадимом Казаковым на заседании первого Всемирного конгресса этнических религий.
20 ноября 1998 года регистрируется московская родноверческая община «Коляда Вятичей» (глава Н. Н. Сперанский — Велимир)
В ноябре 1998 года обнинская община «Триглав» (основана в 1993 году Д. А. Гасановым) и МСЯО выходят из состава ССО «в связи с расхождением во мнениях с В. Казаковым».

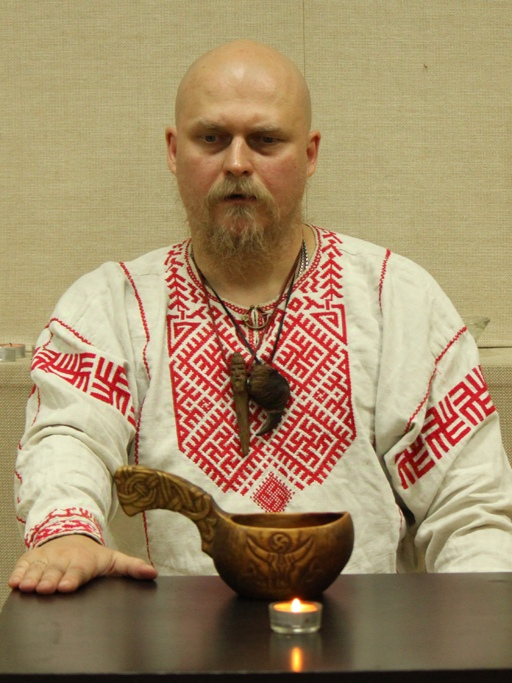
Илья Черкасов (волхв Велеслав), руководитель объединения «Велесов круг»

В 1999 году в Москве образовано Содружество славянских родноверческих общин «Велесов круг» (ВК), представляющий собой объединение общин, увлечённых развитием родноверческой духовности и стоявших в стороне от политики. Первыми туда вступили Русско-славянская родноверческая община «Родолюбие» Ильи Черкасова (волхв Велеслав) и Обнинская община Траяна «Триглав» Доната Гасанова (Богумил Мурин) (существовала с 1993 года в составе «Союза венедов», затем ССО СРВ); обе общины позднее распались. Затем к ним присоединились ещё пять общин. Покровителем выступает бог Велес как «Славянский бог мудрости», высшим богом — Род. Летоисчисление ведётся от 2409 года до н. э., от основания «Словенска Великого». Руководителем объединения выступает Велеслав. Управляется Советом волхвов, верховод и жрецов. В объединении акцентируется почитание божеств земли и подземелья (аналог индийского тантризма). Проводятся совместные с ССО СРВ празднования Купалы, Перунова Дня и Коляды. Действуют общины в Москве, Обнинске, Костроме, Рязани, Перми, Казани, Комсомольске-на-Амуре и других городах России, на Украине и в Белоруссии. На 2011 год включает девять общин («Родолюбие», «Триглав», «Хоровод» и иные). С 2001 года «Велесов круг» издал наибольшее число литературы по родноверию религиозного толка. На Ивана Купалу под городом Малоярославцем собирается до 800 участников.

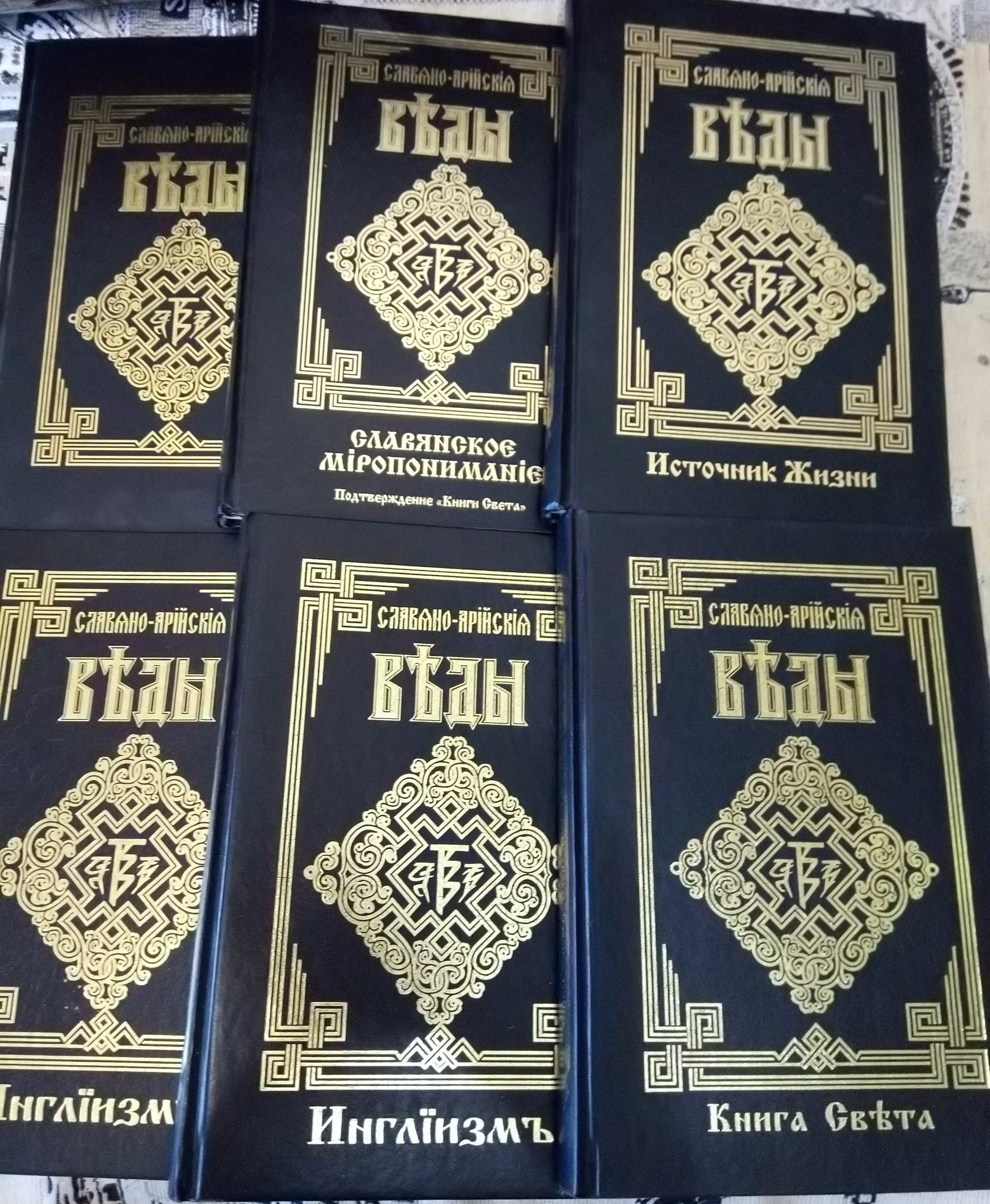
«Славяно-арийские веды»

В 1999 — начале 2000-х годов были впервые изданы «Славяно-арийские веды», написанные Хиневичем. В инглиизме считаются священными текстами, переводом древних «славянских и арийских» священных писаний, написанных рунами на золотых пластинах, самая старая часть которых якобы создана 40 тысяч лет назад.
15 сентября 2000 года («832 год от падения Арконы») в Коломенском (Москва) представители 16 общин России и одной общины Украины (включая такие как «Московская Велесова община», Обнинская община «Триглав», община «Коляда Вятичей», кировская община «Светославичи», Владивостокская община «Щит Семаргла» и др.) подписали «Коломенское обращение ко всем языческим общинам России и ближнего зарубежья», которое устанавливало статус языческой веры и регулировало взаимоотношения между общинами. В обращении был декларировался вечевой принцип руководства. Языческая община в тексте была названа религиозной, а не политической организацией, хотя в её ведении остались и вопросы идеологического характера. Подчеркнута толерантность к разнообразию. В частности, в отношении названия своей веры допускались такие термины как «язычество», «родолюбие», «родноверие», «ведизм», «инглиизм» (признаются инглиисты, позже лишившиеся признания многих родноверческих объединений), «православие» и др. Обращение продемонстрировало стремление к единению и провозгласило «недопустимость взаимной хулы». Высказывалось пожелание о регулярных встречах в Дни славянской письменности или День Святослава, а также об обмене информацией. В знак согласия был совершён совместный ритуал у Алатырь Камня во Влесовом урочище у села Коломенского:

Впредь считать нормальным и закономерным явлением в язычестве наличие и одновременное бытование разнящихся в деталях, но единых по внутреннему содержанию вариантов богословских (доктринальных) положений, обрядов, языческого календаря, символики и пр., не исключая и само название языческой веры — будь то «язычество», «родолюбие», «родноверие», «ведизм», «инглиизм», православие (от слов: правь и славить) и пр.
В 2002 году ряд общин, собравшись на Чертановском капище в Битцевском лесопарке в Москве в том числе и МСЯО, опубликовали Битцевское обращение, направленное против шовинизма в родноверии. Итогом стало создание «Круга языческой традиции» (КЯТ), объединившего московские и подмосковные общины:
- «Круг Бера» (Алексей Наговицын (Велемудр), Константин Бегтин (Огнеяр), Дмитрий Гаврилов (Иггельд),
- «Коляда Вятичей» (Николай Сперанский — Велимир, Алексей Потапов — Мезгирь, Максим Васильев — Добромир),
- Восточно-славянский центр культурного единства «Купала» (Григорий Якутовский — Всеслав Святозар),
- «Московская славянская языческая община» (Сергей Игнатов — жрец Перуна Млад),
- Содружество Природной Веры «Славия» (Дионис Георгис — Любомир, Светлана Зобнина — Верея),
- а также некоторые другие, в том числе из ближнего и дальнего зарубежья (Украина, Дания, Норвегия)[84][85].

Одним из побудительных мотивов для создании КЯТ была идея отмежевываются от национал-шовинизма. Характерной чертой направления родноверия, которое представляет КЯТ, является понимание родноверия как «религия природы» с присущей ей терпимостью и идеями естественного многообразия.
С 7 по 9 августа 2003 года в Вильнюсе прошёл 6-й Всемирный конгресс этнических религий (WCER), на котором с докладом о современном состоянии языческих общин в России выступил волхв Добромир из московской общины «Коляда вятичей».
23—24 апреля 2004 года в Калуге прошёл «Первый международный съезд славянских общин», организованный «Союзом славянских общин славянской родной веры», в нём приняли участие 90 делегатов — в основном из России, но также из Белоруссии и Украины — в общей сложности из 27 регионов. В персональном приглашении, которое получил каждый делегат, оговаривалось:

Организаторы считают, что на предстоящем Съезде нежелательны: члены Круга языческой традиции (КЯТ) как еврейской организации воинствующих интернационалистов; инглинги (члены секты Церкви православных староверов-инглингов Патера Дия — о. Александра — А. Хиневича) как представители организации, дискредитирующей возрождающееся Славянское Движение; а также болтуны, демагоги, провокаторы, христиане и сумасшедшие. Нежелательных на Съезде лиц будет удалять Служба безопасности.
Делегаты съезда «пришли к выводу, что в настоящее время на нашей земле осуществляется целенаправленный и планомерный геноцид наших (славянских) народов» и одобрили вступление ССО в русское освободительное движение «Национально-державный путь России» (НДПР).
В 2005 году возникло ориентированное на молодежь направление навославие, «Путь левой руки», или «Шуйный путь», созданное Ильёй Черкасовым (волхв Велеслав), в том числе объединение «Сибирское вече», созданное Евгением Нечкасовым.
В 2007 и 2008 годах прошли объединительные съезды «Круга языческой традиции», на которых принимается за теоретическую основу развития современного языческого движения «Манифест языческой традиции».
В августе 2008 года после акта вандализма на одном из капищ четыре объединения, «Союз славянских общин славянской родной веры» (ССО СРВ), «Круг языческой традиции» (КЯТ), «Велесов круг» и «Схорон еж словен» (Владимир Голяков — Богумил Второй), начали сближение, создав Консультационный совет четырёх объединений. В него вошли по два представителя от каждого объединения, в том числе Вадим Казаков и Максим Ионов (жрец Белояр) — от ССО СРВ, Дмитрий Гаврилов (волхв Иггельд) и Сергей Дорофеев (волхв Веледор) — от КЯТ, Д. А. Гасанов (волхв Богумил) — от «Велесова круга». Почвой для этого стало совместное выступление против осквернения священных мест, почитаемых язычниками, а также неприятие того, что они назвали «псевдоязычеством». В 2011 году «Схорон еж словен» добровольно покинул Совет.
В декабре 2009 года «Круг языческой традиции» и «Союз славянских общин славянской родной веры» сделали совместное заявление, в котором осуждаются авторы Валерий Чудинов, Николай Левашов, Геннадий Гриневич, Александр Хиневич, Алексей Трехлебов:

Декларируемые ими воззрения, хотя и являются авторским творчеством упомянутых граждан или их сознательной провокацией, подаются как образцы языческих взглядов и языческого миропонимания. Мы не можем разделить идеологические и околонаучные взгляды перечисленных лиц и их последователей. Более того… Мы считаем своим долгом предупредить всех сторонников языческого мировоззрения о том, что при чтении книг названных авторов они могут быть введены в заблуждение теориями, замаскированными под науку, которые изложены в сочинениях упомянутых лиц. Это псевдоязыческое учение, псевдолингвистика, лженаука и откровенные домыслы. В конечном счёте всё это ведёт лишь к дискредитации как современного языческого движения, так и российской науки.
По мнению религиоведа A. B. Гайдукова, это обращение является попыткой части родноверов оградить себя от радикальных проявлений национализма или «эзотерических девиаций».
В мае 2012 года три родноверческих объединения России («Круг языческой традиции», «Союз славянских общин славянской родной веры», «Велесов круг») в Соглашении «О жрецах славянских» признали «псевдонаучными и наносящими вред Славянской вере» теории на почве мифологии и фольклористики А. И. Асова (Буса Кресеня), В. Ю. Голякова (Богумила Второго), Ю. В. Гомонова, Н. В. Левашова, А. В. Трехлебова, В. А. Шемшука; теории на поприще языка, речи и традиционного мышления Н. Н. Вашкевича, Г. С. Гриневича, М. Н. Задорнова, А. Ю. Хиневича, В. А. Чудинова; теории на поприще истории — Ю. Д. Петухова, А. А. Тюняева, А. Т. Фоменко, а также их продолжателей, последователей и им подобных. Это обвинение было высказано лидером «Круга языческой традиции» Константином Бегтиным (Огнеяром) и лидером ССО СРВ Вадимом Казаковым и позднее поддержано лидером украинского неоязыческого объединения «Великий Огонь» Геннадием Боценюком. В первом пункте того же соглашения говорится, что славянскими жрецами и жрицами могут быть только представители «славянского народа», а и в исключительных случаях другие носители «индоевропейского родового наследия и обычая», принявшие славянские язык, культуру и «Родную Веру» и доказавшие принадлежность к «Славянству».
27 августа 2016 года в Коломенском (Москва) состоялось совещание восемнадцати волхвов и жрецов — представителей ряда неоязыческих объединений — славянских, «эллинских», северогерманских, и последователей «Европейского ведовства». Собранию предшествовало длительное предварительное обсуждение рабочей группой насущных проблем неоязыческого движения. На встрече были представлены: «Международная Языческая Федерация» (PFI), ССО СРВ, КЯТ, «Велесов круг», «Московский Дом Виккан», Олимпийская религиозная лига «Освобождение разума», альманах «Сага» («проект Союза Вольных Асатру»), «Собрание славянских общин Родная Земля». Был образован «Вечевой центр языческих объединений», а в последующие месяцы приняты его концептуальные документы. В состав этого коллегиального органа входят 24 неоязыческих деятеля. Предлагается «создать Содружество объединений (последователей Природной Веры) в России, Беларуси и других странах, сплочённых общим историко-культурным пространством».

## Демография

### Социальный состав
Историк и этнолог В. А. Шнирельман выделяет в мировом неоязычестве два потока — умозрительное неоязычество, распространённое среди городской интеллигенции, потерявшей всякую связь с традицией и подлинно народной культурой, и возрождение народной религии в селе, где нередко можно проследить непрерывную линию преемственности, идущую из прошлого. По его мнению «первое, безусловно, господствует у русских, украинцев, белорусов, литовцев, латышей и армян, где можно смело говорить об „изобретении традиции“». А. В. Прокофьев, С. Б. Филатов и А. С. Коскелло отмечают городской характер славянского неоязычества, возникшего и развивающегося именно в городах. Представителями этого неоязычества являются носители городского менталитета. Они провозглашают необходимость физического единения с Природой, но следуют этому немногие.
Религиовед Каарина Айтамурто (2007) отмечала, что родноверие, являясь массовым неиерархическим движением, крайне неоднородно, а его последователи представляют самые разные демографические группы. Некоторые родноверы пришли в эту религию через националистические организации. Другую большую группу составляют интересующиеся эзотерикой или альтернативной духовностью. В последние десятилетия родноверие приобрело большую популярность в некоторых молодёжных субкультурах, таких как ролевые игры, толкинизм, клубы реконструкторов и пейган-метал, которые способствовали приходу в родноверие моложёжи.
Айтамурто писала, что значительное число русских родноверов, том числе самые ранние приверженцы, принадлежало к «технической интеллигенции». Историк В. А. Шнирельман отметил, что основателями русского родноверия были «хорошо образованные городские интеллектуалы», разочаровавшиеся в «космополитической городской культуре». Особенно хорошо были представлены физики; в этом Айтамурто провел сравнение с большим количеством компьютерных профессионалов, которые присутствовали в языческих общинах западных стран. А. В. Прокофьев, С. Б. Филатов и А. С. Коскелло писали, что на ранних этапах развития большинство русских неоязычников были людьми с высшим гуманитарным образованием. Значительную часть составляли художники и этнографы, которые занимаются народными промыслами. Позднее их состав существенно расширился. Социолог и политолог Марлен Ларюэль также отмечала, что родноверие в России имеет распространение в основном среди молодежи и образованного среднего класса, той части российского общества, которая проявляет интерес к постсоветскому возрождению духовности, но не принимает православие, которое, по их мнению, является очень институционализированным, моралистическим, далёким от современного мира, и требует выполнения религиозных предписаний без возможности собственной интерпретации.
А. В. Прокофьев, С. Б. Филатов и А. С. Коскелло в издании 2006 года отмечали, что большинство русских неоязычников являются мужчины, женщины составляют около 30 %, в основном это подруги неоязычников-мужчин, но есть также пришедшие к неоязычеству самостоятельно. Подавляющее большинство русских родноверов (2016) принадлежали к числу молодёжи, доля мужчин превышала долю женщин.
По данным 2020 года средний родновер является мужчиной 31 года с законченным высшим образованием, чаще гуманитарного профиля (в середине — конце 1990-х годов большинство были людьми с техническим образованием), представитель среднего класса (служащий, квалифицированный рабочий или мелкий или средний бизнесмен), проживает в Москве или Санкт-Петербурге, реже в городе меньшего размера (жителей пгт или сельских населённых пунктов мало), не состоит в структурированном религиозном объединении. Среди родноверов около 60 % мужчин и 40 % женщин. Согласно опросам, причина принятия родноверия лидерами общин формулируется как «судьба», «на роду было написано родиться язычником», несколько менее распространённая причина — национальное самосознание («русский должен быть язычником»). Рядовых адептов к участию в праздничных торжествах чаще всего толкает поверхностный эскапизм (стремление к развлечению).
По мнению религиоведа A. B. Гайдукова, психологическая мотивация участия в родноверческих организациях может быть связана с компенсаторной функцией: часто сюда приходят люди, которые, в силу различных причин, не смогли реализовать себя в других сферах жизни.
Е. В. Головнева писала (2018), что среди омских инглиистов многие были подростками и молодыми людьми, как студентами, так и аспирантами.
В движении также участвовало значительное число лиц, имевших опыт службы в советской или российской армии или в полиции и службах безопасности.
Многие родноверы занимаются боевыми искусствами. Существует особое направление родноверских боевых искусств, славяно-горицкая борьба, созданное одним из неоязыческих лидеров Александром Беловым.

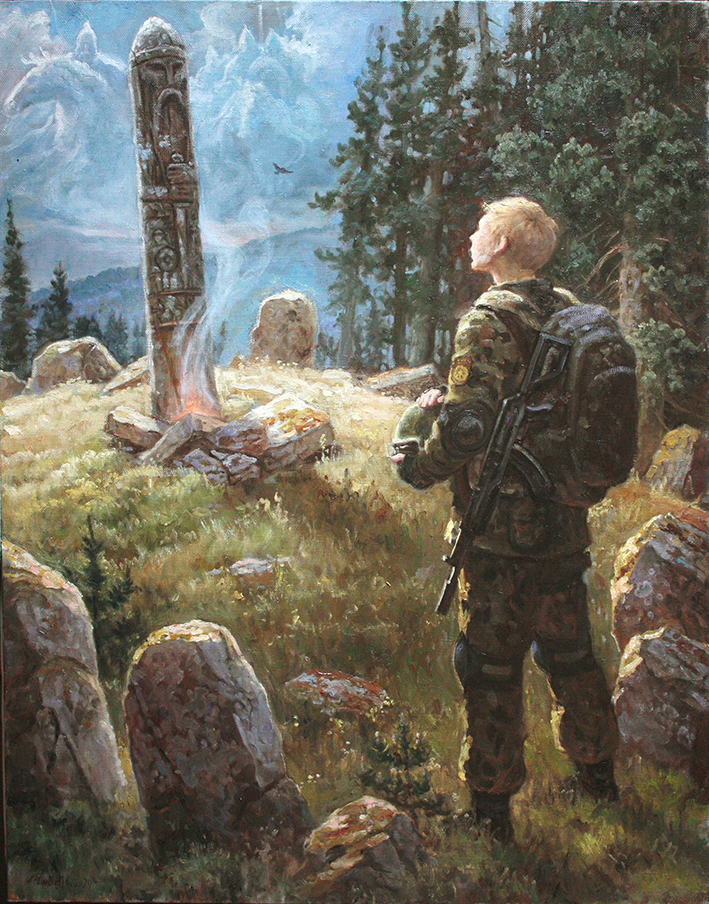
«Путь ратника», Андрей Шишкин

В современной России происходит рост популярности родноверия среди молодежи, особенно в военно-патриотических клубах, сообществах спортсменов и спортивных болельщиков, в силовых структурах, системе ФСИН и среди заключённых. Когда полковые священники проводят в военных частях молитвенные службы, особенно в элитных подразделениях армии и спецназа, обнаруживается всё больше отказников по мотивам родноверия. Обеспокоенность распространением в России неоязыческих культов регулярно выражает патриарх Московский и всея Руси Кирилл. В июне 2018 года патриарх сообщил, что неоязыческие воззрения становятся всё более популярными среди спортсменов и военнослужащих, особенно в среде бойцов спецназа. Представители Русской православной церкви выразили намерение бороться с ситуацией роста числа последователей родноверия. «Фонд традиционных религий» (Евгений Нечкасов и др.), представляющий российских неоязычников, предложил ФСИН обратить внимание на положение заключенных, исповедующих различные формы политеизма. Неоязычники предложили допустить представителей общин к осужденным, чтобы обеспечить их права на исповедание веры. По их мнению, в отношении неоязычества ФСИН занимает позицию нетерпимости, рассматривает его как источник распространения экстремизма среди заключенных.
В Орле действует группа родноверческих спортивных клубов, входящих в молодёжную общественную организацию «Вятичи», лидер которого Роман Титов от партии «Единая Россия» (членом которой не является) возглавляет экологическое направление по Орловской области. В «Вятичах» состоит большое число выходцев из силовых структур, как бывших, но и действующих, в том числе сотрудников ФСБ, ФСО и других силовиков. Титов в прошлом был офицером МВД. Описывая масштаб и структуру родноверческого движения в Орловской области, он утверждает: «У нас своё государство в государстве». Титов отвергает обвинения в том, что в его спортивном клубе готовят экстремистов.
Связь русского неоязычества с силовыми ведомствами и клубами боевых искусств в художественной форме выражена в произведениях связанного с неоязычеством фантаста Василия Головачёва. Положительными героями писателя выступают волхвы, являющиеся бывшими сотрудниками спецназа ГРУ и органов безопасности, а его любимым героем оказывается мастер боевых искусств, который обладает паранормальными способностями и в одиночку выступает против инфернальных сил из параллельной реальности. Такая направленность появилась у писателя в первой половине 1990-х годов в рамках его увлечения «русским боем» спортивного движения «Радогора», созданного Александром Беловым. В одном из произведений Головачёва говорится о боевых приёмах, которыми владел легендарный славянский богатырь Радогор. Комплекс боевых приёмов назван «Сечей Радогора», что отсылает к спортивному движению Белова.
Приверженцами родноверия являются некоторые российские знаменитости, в том числе певица Мария Архипова, профессиональный боксёр Александр Поветкин и сатирик Михаил Задорнов. Поветкин начался интересоваться темой с просмотра советского мультфильма о язычниках-россичах «Детство Ратибора», после чего он посмотрел советский фильм «Русь изначальная», на основе которого был снят мультфильм и который также повлиял на Александра.
Славянское неоязычество оказывает влияние также на массовую культуру.

### Этническая идентичность
В России этнический признак оказывался обращённым не столько к славянам, сколько к русским и даже россиянам. Так, в Татарстане известны этнические татары-родноверы, ориентированные не на тюркское тенгрианство, а именно на славянское неоязычество. К новым явлениям относится возникновение синкретических объединений — славяно-германская «традиция» (наиболее распространённая), славяно-финно-угорское смешение, «славянский шаманизм» (лидер общины является самопровозглашённым шаманом). Так, с 2010-х годов действуют объединения родноверов и носителей других «традиций»: «Сибирское вече», «Svarte Aske — Тёмный Ясень», «Круг Ящера», «Алатырь духа» (Нижегородская область), «Окрутники» (с 2009), «Вещий зов». Их участники считают, что необходимо развиваться и впитывать мировые языческие традиции. В числе инглиистов в Омске, кроме русских, были татары и казахи.
Согласно А. А. Бескову, «при всём кажущемся антагонизме православия и (нео)язычества эти два типа русской идентичности схожи и даже могут плавно перетекать друг в друга, совмещаясь в мировоззрении современного россиянина». Некоторые учёные считают, что многие, идентифицирующие себя как «православные» являются неоязычниками, и в массовом сознании россиян православие и христианство могут не считаться равнозначными понятиями и легко противопоставляться друг другу. По мнению Бескова, православие является ценным для россиян не в качестве традиционной для России формы христианства, а как традиционная русская религия, «родная вера». Самоидентификация русских как православных часто определяется не религиозным, а национальным самосознанием, когда термин «православный» становится синонимом термина «русский». Практики русских неоязычников могут представлять собой инвертированное православие (в попытках архаизировать язык неумышленно используют слова церковнославянского языка). В сфере ценностных ориентаций неоязычники могут сближаться с православными в плане идей крепких нравственных устоев и культивации семейных ценностей. Идеи первенства семьи в жизни социума и нравственной чистоты сближает в массовом сознании неоязычество и православие, чему способствует также то, что неязычники именуют своё мировоззрение неопределёнными понятиями «вера предков» или «славянская вера». Многие родноверы называют себя «православными», считая, что термин «православие» означает «славить Правь» (в родноверии мир светлых богов света или космический порядок).
Родноверие проникает в казачество (Ростов-на Дону, Сибирь и др.).

### Политический состав

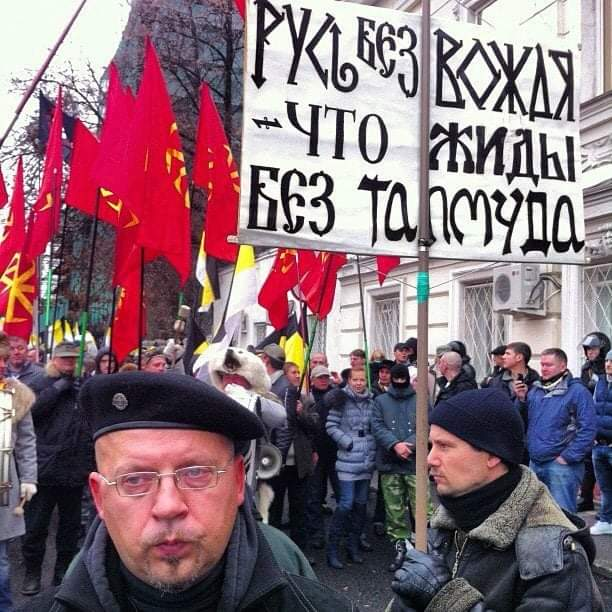
«Русский марш» в 2012 году в Москве, плакат на фоне флагов с «коловратом»

Исследователями отмечается тесная связь русского неоязычества с русским национализмом. В. А. Шнирельман отметил, что родноверие в России поддерживают многие связанные с политикой философы как правого, так и левого крыла.
Первую группу представляют Владимир Авдеев, Анатолий Иванов, Павел Тулаев (члены Московской славянской общины и основатели правого журнала «Атеней»), Алексей Трехлебов из Краснодара, В. М. Дёмин из Омска, петербургские журналисты Олег Гусев и Роман Перин и др. Учёный Адриан Ивахив писал, что эти интеллектуалы обладают «удивительно широким» влиянием. Родноверский волхв Велимир (Николай Сперанский) является основателем политически нейтрального родноверческого объединения «Круг языческой традиции». К правому крылу имеют отношение Валерий Емельянов, волхв Доброслав (Алексей Добровольский), Владимир Истархов, Игорь Синявин, «Союз славянских общин славянской родной веры», основанный Вадимом Казаковым, и Общество Нави Ильи Лазаренко, Антон Платов, Александр Асов и Александр Хиневич (основатель инглиизма), хотя большая часть их деятельности проходила вне политики.
По словам Роберта А. Сондерса, некоторые направления родноверия стали близкими сторонниками и составляющими евразийства.
Многие родноверы участвуют в «Русских маршах». На прошедшем 4 ноября 2013 года в Санкт-Петербурге «Русском марше» принимали участие представители объединения «Схорон еж словен» во главе со своим верховным жрецом Владимиром Голяковым (Богумилом Вторым Голяком). По инициативе Голякова в резолюцию марша были включены слова об «освобождении славян от инородной оккупации». На прошедшем 4 ноября 2013 года в Москве «Русском марше» впервые присутствовала отдельная колонна родноверов. На «Русском марше» в Люблино (Москва) доминировала неоязыческая символика. В мероприятии в Люблино участвовали, в частности, Владимир Истархов, автор неоязыческой книги «Удар русских богов», и его «Российская правая партия».
Родноверие является популярной религией российских скинхедов. Эти скинхеды, однако, обычно не практикуют свою религию.
В России в условиях кризиса и распада коммунистической идеологии к идеям славянского неоязычества обращаются некоторые коммунисты, которые отказываются от марксизма в пользу национализма. Различные небольшие группы коммунистов приняли неоязыческую идеологию. В апреле 1991 года на втором инициативном съезде КПРФ член неоязыческого «Союза венедов» Нина Талдыкина призвала отбросить учение «еврейского талмудиста» Карла Маркса и «нерусского демагога» Владимира Ленина. Талдыкина стала одним из главных идеологов Ленинградской организации КПРФ.
В большом числе сочинений члены «ведического центра» «Внутренний предиктор СССР» продвигают идею, что Сталин был антагонистом Ленина и преобразовал коммунистическое движение, искажённое марксистским интернационализмом, в националистическое и подлинно социалистическое (то есть национал-социалистическое). По мнению этих авторов, Сталиным была восстановлена и увеличена Российская империя путём покорения других народы и подавлены евреев, а насущная задача патриотов состоит в возрождении исконной языческой веры, сталинизма и сталинской державы. Организованное этим «ведическим центром» движение «К Богодержавию» было зарегистрировано в 70 городах.
Рязанская община, входящая в состав ССО СРВ, поддерживает коммунистов.

### Численность
По причине неструктурированности родноверия точных данных о его численности в России нет.
Согласно опросам, к 1996 году славяно-горицкой борьбой занимались около 40 тысяч человек, но далеко не все из них были неоязычниками. В 2001 году, по оценке религиоведа В. Б. Яшина, в Омске насчитывалось около трёх тысяч инглиистов, преимущественно из числа учащейся молодежи. К 2009 году число инглиистов в Омске, предположительно, составляло 13 тысяч. В 2019 году С. Г. Тамбовцева оценивала численность последователей «Всеясветной грамоты» (всеясветников) в количестве от от 7 до 10 тысяч.
В 2000 году В. А. Шнирельман писал, что численность родноверов в России быстро росла. По состоянию на 2003 году Министерстве юстиции России было зарегистрировано сорок родноверских организаций, тогда как их, по мнению Е. В. Головневой, существовало «вероятно, несколько сотен». Крупные зонтичные организации «Союз славянских общин славянской родной веры» и «Круг языческой традиции» насчитывают около 500 членов. Поскольку существует ещё несколько более крупных организаций, большое число местных сообществ и практически неизвестное количество практикующих одиночек, религиовед Каарина Айтамурто (2007), оценивала минимальную общую численность родноверов в России в 10 тысяч человек, предполагая, что реальное число может быть больше.
Опрос 2012 года в рамках всероссийского исследования «АРеНа» («Атлас религий и национальностей России»), представленного исследовательской службой «Среда» совместно с фондом «Общественное мнение», показал, что язычники (по формулировке авторов исследования исповедующие традиционную религию своих предков, поклоняющиеся богам и силам природы) в России составляли 1,2 % населения, из них 44 % относили себя к русским (0,53 %) — около 757 тысяч человек (исходя из численности постоянного населения России на 1 октября 2012 года в 143,3 миллиона человек, согласно данным Федеральной службы государственной статистики). По мнению А. А. Бескова, опрос в рамках исследования «АРеНа» является «наиболее валидным в этом отношении социологическим исследованием». Бесков при наложении на численность постоянного населения России по данным переписи населения России 2010 года получил цифру около 754 тысяч. По его словам, «это внушительная цифра, которая показывает, что изучение русского неоязычества актуально». Однако не все русские по национальности неоязычники принадлежат к последователям славянского неоязычества: помимо славянского неоязычества, среди этнических русских есть также последователи германского неоязычества, кельтского неоязычества, эллинизма, викки и других направлений.
По мнению представителей ССО СРВ, в России на май 2019 года насчитывалось от 120 до 320 тысяч родноверов. По словам Вадима Казакова, создателя и главы (1997—2011) ССО СРВ, на праздники, в которых принимают участие представители всех общин ССО СРВ, собираются до 300 человек.
По мнению А. А. Бескова, количество родноверов и в целом неоязычников в России может быть больше, чем свидетельствуют опросы, поскольку многие из тех, кто идентифицирует себя как «православные», в действительности могут быть неоязычниками, поскольку взгляды многих православных граничат с неоязычеством.

### География распространения

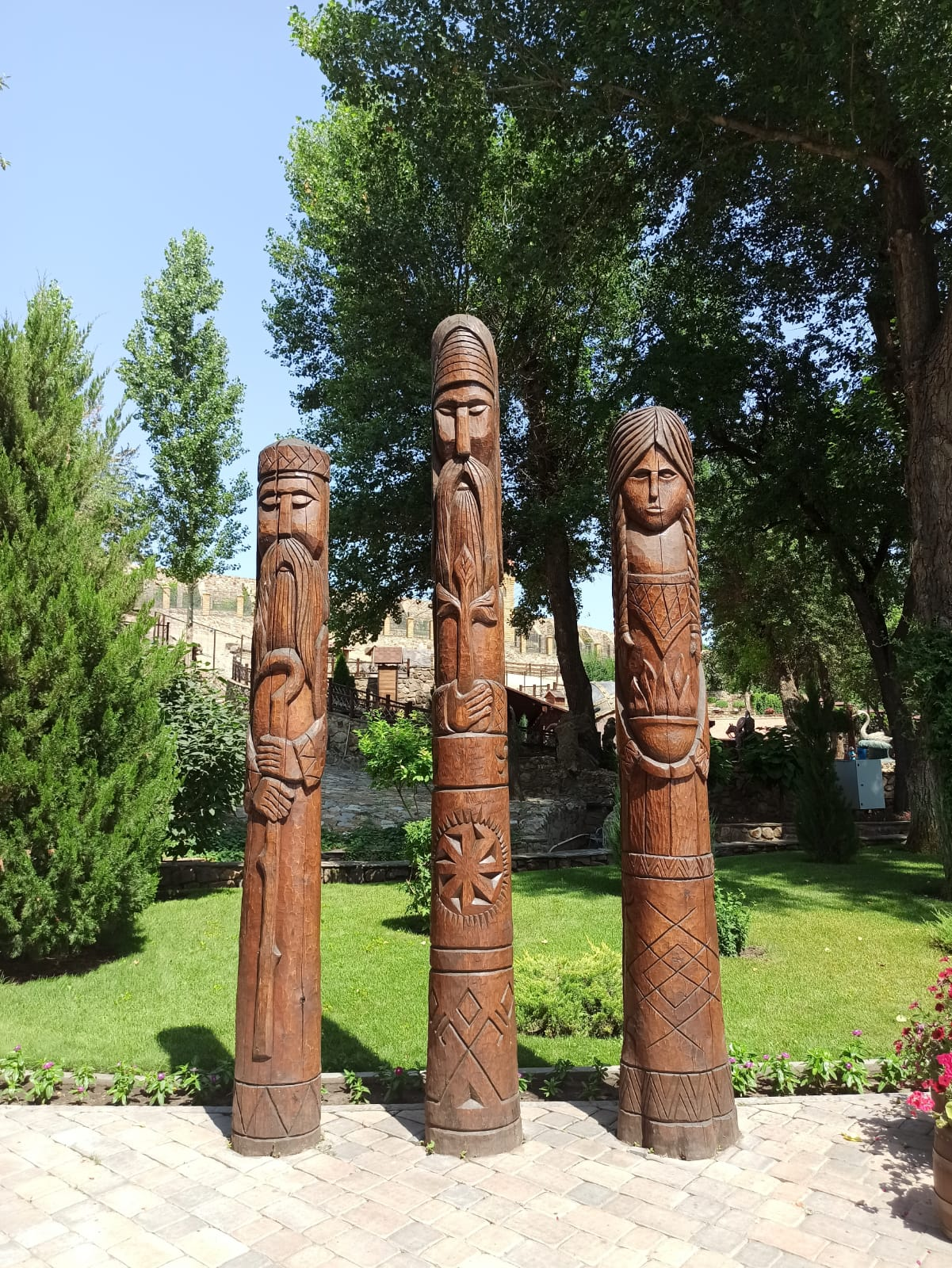
Идолы в парке «Лога», Ростовская область

В 1990-е годы эпицентром распространения родноверия в России был Московский и ближайшие регионы. К 2020 году оно активно проявляется также в Сибири и на юге России.
По состоянию на 2016 год ряд российских славянских неоязыческих объединений и организаций действовал в некоторых регионах России и за её пределами. Общины «Союза венедов», старейшего (основано в 1990 году) русское неоязыческого объединения «ведического» направления, присутствуют в основном в Санкт-Петербурге и Ленинградской области, а также действуют в Новгороде, Пскове, Самаре, Томске и посёлке Итат Кемеровской области. Отделения Ассоциации бойцов славяно-горицкой борьбы и независимые клубы этого направления действовали во многих городах и сельских населённых пунктах России, а также в Белоруссии, на Украине, в Болгарии, а в качестве спорта (штурмового боя) и в других странах. Общины-«пятины» петербургского объединения «Схорон еж словен» присутствовали в Санкт-Петербурге, Москве, Екатеринбурге, Тюмени, Владивостоке, на Украине и в Белоруссии. Общины ССО СРВ имелись в Москве, Калуге, Орле, Тамбове, Смоленске, Ставрополе, Новосибирске, Кемерово, на Украине и в Белоруссии. Общины «Велесова круга» — в Москве, Обнинске, Костроме, Рязани, Перми, Казани, Комсомольске-на-Амуре и других городах России, на Украине и в Белоруссии. В «Круг языческой традиции» входили общины славянского неоязычества в следующих городах: Москва (включая центр «Купала», созданный в 1990 году Г. П. Якутовским — Всеславом Святозаром), Троицк, Долгопрудный, Сергиев Посад Московской области, Калининград, Краснодар, Оренбург, Владимир, Муром, Рязань, Казань, Биробиджан, а также в Белоруссии (Школа «Традиции здоровья славян» Г. Э. Адамовича); международная община «Дом Сварога» (Москва, Санкт-Петербург и Росток в Германии), группы последователей эллинского неоязычества «Лига освобождения разума» (Омск и Волгоград), германо-скандинавские общины — Подольск и Королёв Московской области). Всероссийский религиозный союз «Русская народная вера» под руководством Ирины Волковой — Крады Велес объединял славянские неоязыческие группы Москвы и Московской области. Содружество языческих общин Сибири «Сибирское вече» включало две общины из Новосибирска, в том числе скандинавской традиции Евгения Нечкасова (Askr Svarte), а также из Красноярска, Томска, Кемерова, Барнаула, села Ребриха Алтайского края, Алма-Аты в Казахстане.
Практикующие родноверы присутствуют среди этнического русского меньшинства Литвы и Эстонии. Русские в Эстонии создали религиозную организацию «Содруга русской народной веры в Эстонии» (эст. «Vene Rahvausu Kogudus Eestis»), зарегистрированную в Тарту в 2010 году.
По словам религиоведа В. Б. Яшина, несмотря на судебные преследования, с начала 2000-х годов инглиизм укрепился, превратившись в децентрализованное движение из нескольких десятков объединений преимущественно в формате религиозных групп, которое распространено не только в различных регионах России, например, в Краснодарском крае, Челябинске, Тюменской области и Москве, но также присутствует на Украине, в Германии, Чехии и других странах. По состоянию на 2009 году движение имело общины также в Эстонии, Латвии, Литве, США и Канаде. На «Славяно-арийских ведах» основано учение близкого к инглиизму автора Алексея Трехлебова (Ведагора) (например, книга «Кощуны Финиста Ясного Сокола России»). Бывший радиофизик Николай Левашов, считавший себя специалистом по паранормальным явлениям, прожив с 1991 по 2006 годы в США, стал там сторонником учения Хиневича. В 2003—2007 годах он написал книгу «Россия в кривых зеркалах», ставшую развёрнутым комментарием к «Славяно-арийским ведам». В 2007 году в Москве Левашов основал Русское Общественное Движение (РОД) «Возрождение. Золотой век». Движение представлено во многих городах России, а также на Украине, в Белоруссии, Молдавии, Румынии и Финляндии.
Фактически отделением белорусского Центра этнокосмологии «Крыўя» (бел. Цэнтр Этнакасмалогіі «Крыўя») Сергея Санько является Тверское этнокультурное объединение «Твержа» — славянское неоязыческое объединение, созданное в Твери в 2010 году и находящееся в оппозиции к движению русских родноверов, поскольку объединение ориентируется на идеи возрождения сугубо «балто-кривичских традиций».

## Течения и объединения в России и русском зарубежье

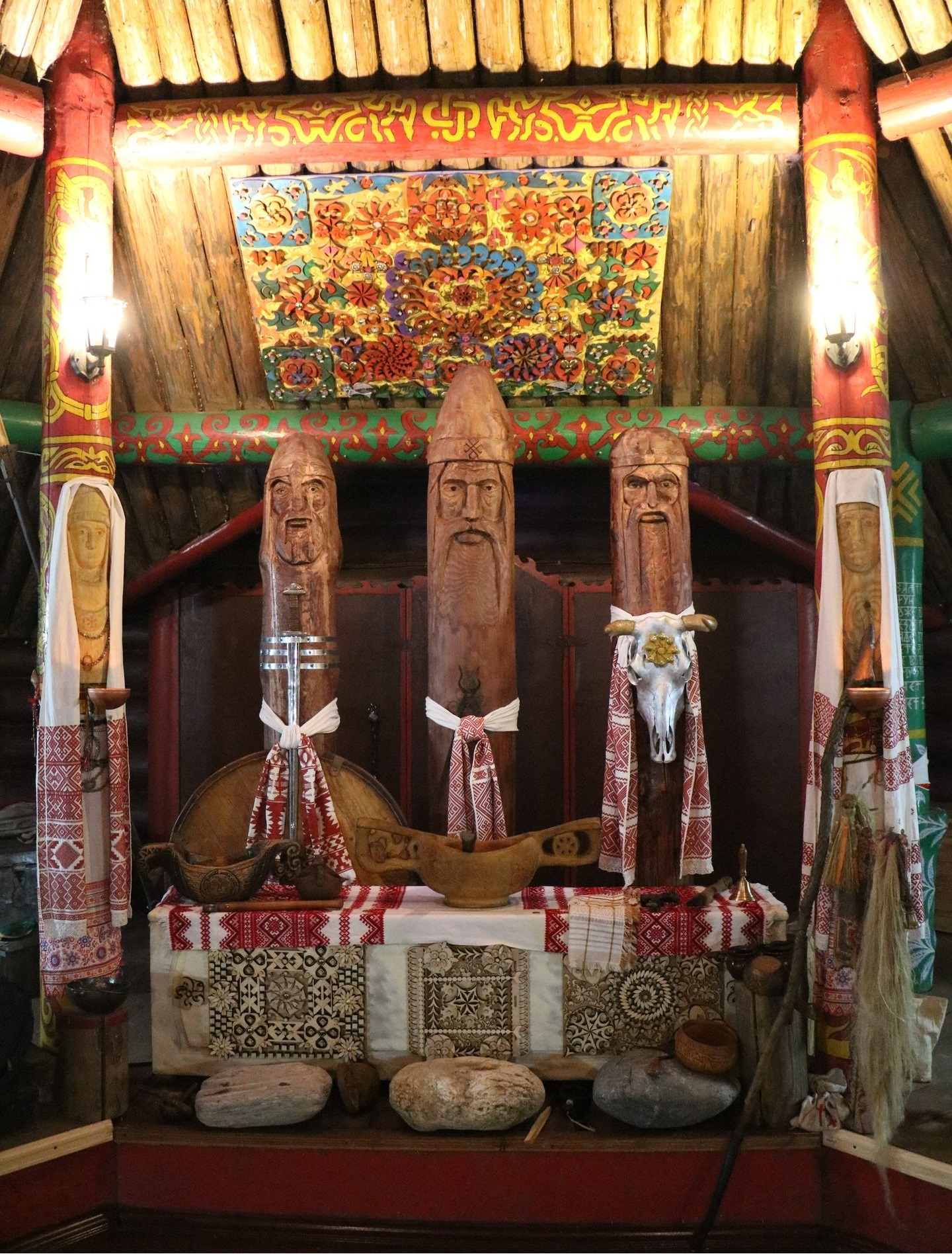
Храм Виталия Сундакова в Москве

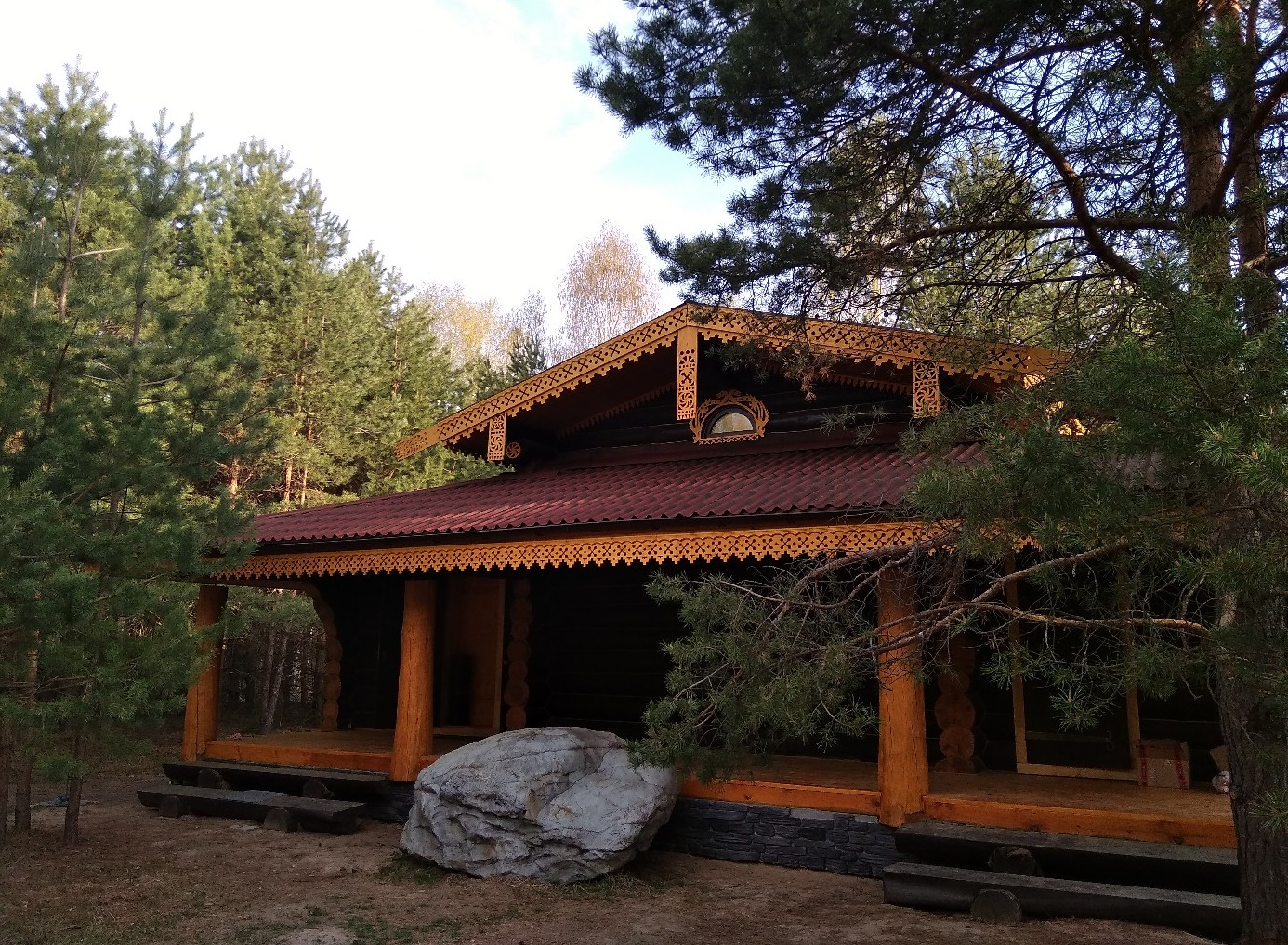
Храм Велеса и Мораны в Рязани

- Ассоциация бойцов славяно-горицкой борьбы характеризуемое в качестве ведущего объединения крупнейшего родноверческого движения в России, которое направлено на развитие боевых искусств в связи со славянским неоязычеством (под «горицей» понимается курган); основополагающая для объединения — книга «Славяно-горицкая борьба» в двух частях (1992—1994) Александра Белова (Селидора), в 1986 при содействии этнолога Б. В. Горбунова создавшего «славянский» стиль рукопашного боя с элементами английского кэтча и др.; учреждён «Национальный клуб древнерусских ратоборств» с центральным клубом «Сварог» в Москве, участвовавший в 1989 года в создании Московской славянской языческой общины (МСЯО); в дальнейшем Белов сконцентрировался на продвижении клубов славяно-горицкой борьбы; в 1991 году проведен Всесоюзный семинар по СГБ; в 1995 году Белов вышел из МСЯО; в 1996 году была учреждена Федерация славяно-горицкой борьбы; в 2015 году зарегистрирована Ассоциация; идеология последней включает идеи воссоздания и доминирования в социуме жертвенного воинского сословия наподобие самурайского; обрядность существенно упрощена, поскольку упрощённая обрядовая составляющая, как утверждается, была в походах древнерусских дружинников; в узком кругу Беловым практикуется «внутренний» энергетический стиль борьбы с использованием народной магии[79]
- Всероссийский религиозный союз «Русская народная вера» (РНВ). В 2008 один из лидеров ССО СРВ И. О. Волкова — Крада Велес, будучи исключённой из Союза организовала на базе славянских неоязыческих групп Москвы и Московской области Союз славянских общин «Северный союз», переименованный затем в РНВ; боги считаются ипостасями единого бога Сварога; характеризуется пророссийской проправительственной политической позицией[79]
- «Дом ясеня» и Фонд развития традиционной культуры (А. В. Платов — Иггволод)[148], характеризуется в качестве русского неоязыческого эзотерического объединения, акцентирующего нерелигиозность; глава А. В. Платов — Иггволод; с 1994 года издаёт альманах «Мифы и магия индоевропейцев», продвигающий как славянскую, так и скандинавскую и северо-европейскую в целом гностическую формы неоязычества, включая арманизм и нацистский оккультизм; действует «Школа северной традиции „НордХейм“»; с 2001 года является членом Европейского конгресса этнических религий[79]
- Духовный союз «Тезаурус» (аутентизм)[англ.] (С. П. Семёнов)[149][56][90]
- Инглиизм («Древнерусская инглиистическая церковь православных староверов-инглингов», А. Ю. Хиневич — Коловрат)[150][1][56][90]
  - А. В. Трехлебов — Ведагор
- Концепция общественной безопасности «Мёртвая вода» (К. П. Петров — Мерагор)[56][151][90][82]
- Община «Круг Бера», создана в июне 2000 года во время Купальского праздника на городище Вышгород-на-Яхроме с учпстием Алексеем Наговицына (волхва Велемудра), К. В. Бегтина (Огнеяра), Дмитрия Гаврилова (Иггельда) и др.; община получила признание 7 июля 2001 года в конце Купальских празднеств, когда на курганах вятичей в Битцевском парке волхвы Бегтина и Гаврилов были посвящены в волхвы волхвами других общин; капище «Круга Бера» с кумирами Велеса, Рода, Макоши и Ящера расположено у реки Чертановки в Битцевском лесопарке; название от медведя («Бер»); в виде оберега его участники носят когти медведя; община считает, что положила начало организации языческих свадеб[56]
- «Круг языческой традиции» (КЯТ, А. Е. Наговицын — Велемудр, Н. Н. Сперанский — Велимир и др.)[152]
- «Общество Нави» (И. В. Лазаренко)[56]
- Петербургский ведизм
  - «Союз венедов» (В. Н. Безверхий — Остромысл)[153]
  - «Схорон еж словен» (В. Ю. Голяков — Богумил Второй)[154]
  - «Солнцеворот» (А. О. Талакин)[155]
- «ПравоВеди», «семейно-родовое селение» под Коломной, лидер — Ма-Лена («Мать Елена», Елена Мартынова)[156]
- «Русская религия»[англ.] (В. М. Кандыба — пророк Канди)[157][56][90][82]
- Русское общественное движение «Возрождение. Золотой век»[англ.] (левашовцы, Н. В. Левашов)[129][147][82]
- Славяно-горицкая борьба (А. К. Белов — Селидор)[158]
- Содружество славянских родноверческих общин «Велесов круг» (ВК, И. Г. Черкасов — Велеслав, Д. А. Гасанов — Богумил Мурин и др.)[56][159]
- Содружество языческих общин Сибири «Сибирское вече»[155][23] (СибВече) объединяет родноверов, но предполагается возможность коллективного и индивидуального участия представителей всех автохтонных сибирских религий; зарегистрировано в 2015 году во главе с координатором Триславом (Алтайский край)[79]
- «Союз славянских общин славянской родной веры» (ССО СРВ, В. С. Казаков, М. А. Ионов — Белояр и др.)[160][161]
- «Тропа Троянова» (А. А. Шевцов)[162]
- «Славянское наследие», община, действующая в Новороссийске с 2003 года, руководители Г. З. Максименко — староста Славер[56] (волхв «Северокавказской земли»[56], картограф, член «Российской академии ДНК-генеалогии», заведующий «кафедрой истории древнеславянских родов», «исследователь» «славян-ариев»[163], один из авторов издания «Экспертиза Велесовой книги» (2015) под руководством биохимика А. А. Клёсова, создателя «ДНК-генеалогии», признанной специалистами псевдонаучной) и жрица Любава[56]

Течения, имеющие элементы славянского неоязычества
- «Звенящие кедры России» (анастасийцы)[164][165][56][82]
- Тантра-сангха

Отмечается, что основатель российской Тантра-сангхи Шрипада Садашивачарья (С. В. Лобанов) симпатизировал сближению тантризма со славянским неоязычеством в форме «рудраистского ведизма» (Рудра=Род), и, кроме того, был постоянным участником националистических мероприятий. В одной из своих публикаций он писал:
Поскольку и славянский культ Рода и Рожаниц, и тантрический культ Шивы и Шатхи, восходят к наиболее глубинному архетипу мистического и этнического самосознания индоевропейцев, то их максимальное сближение друг с другом жизненно необходимо для возрождения России.
Прибалтика
Практикующие родноверы присутствуют среди этнического русского меньшинства Литвы и Эстонии. Русские в Эстонии создали религиозную организацию «Содруга русской народной веры в Эстонии» (эст. Vene Rahvausu Kogudus Eestis), зарегистрированную в Тарту в 2010 году.

## Конфликты
Некоторые славянских неоязыческие материалы организации признаны в России экстремистскими в судебном порядке. Последователи родноверия совершили ряд преступлений на почве ненависти, в том числе вооружённые нападения и террористические акты в основном против прихожан православных храмов и представителей неславянских национальностей.
- В 2003 году в Санкт-Петербурге на офис общественной организации «Мемориал» было совершено вооружённое нападение. Двое неизвестных в масках, угрожая сотрудникам организации молотком, связали их, бросили в чулан и вывезли оргтехнику на сумму 125 тысяч рублей. Прокуратура возбудила уголовное дело по статье 162 УК РФ «Разбойное нападение». По этому делу был задержан верховный жрец объединения «Схорон еж словен» Владимир Голяков[167]. В 2004 году Голяков был приговорён за разбой к 5 годам лишения свободы условно[168].
- В 2006 году Александр Копцев ворвался с ножом в здание синагоги на Большой Бронной (Москва), ранил раввина Ицхака Когана и девятерых прихожан. На месте преступления был задержан охранником и прихожанами синагоги. В ходе расследования дела было установлено, что настольной книгой Копцева было сочинение «Удар русских богов» Владимира Истархова[169].
- В 2007 году студент одного из вузов Пензы несколькими ударами топора расколол на части мемориальную плиту и повредил деревянный крест на месте будущего строительства Свято-Елисаветинского духовно-попечительского центра, а при попытке задержания оказал сопротивление сотрудникам правоохранительных органов и причинил одному из них химический ожог глаз жидкостью из газового балончика. Во время судебного процесса обвиняемый заявил, что совершил свой противоправный поступок под впечатлением от книги «Удар русских богов»[169][170].
- В 2007 году у руин Десятинной церкви в Киеве произошло столкновение между проводившими там обряды родноверами и прихожанами православного храма. В столкновении приняли участие НС-скинхеды[171].
- В 2008 году в Екатеринбурге на заборе храма Николая Чудотворца были нанесены изображение свастики и надпись: «Русич или христианин. Выбери одно». На следующий день молодой человек бросил одну бутылку с зажигательной смесью в храм, другую — в приходскую школу и скрылся с места преступления. Деревянный храм полностью сгорел[172].
- В 2008 году родноверы Давид Башелутсков, Станислав Лухмырин и Евгения Жихарева изготовили бомбу, поместив её в трёхлитровую банку с запалом в виде петарды, и принесли в Церковь Николая Чудотворца в Бирюлёве. Дымящуюся бомбу обнаружила 62-летняя служительница храма Анна Михалкина и залила её водой, в результате чего у бомбы сдетонировал только взрыватель. Тем не менее, выносившие из храма сумку с бомбой Михалкина и прихожанин Павел Буковский получили серьёзные травмы: Михалкина получила травмы глаз, ожоги и ранения осколками, потеряла один глаз, Буковский — контузию головы и рану ноги. Родноверы оставили бомбу в храме во время вечернего богослужения, когда здание было заполнено людьми. Эксперты отметили, что количества взрывчатки хватило бы для полного уничтожения деревянного здания храма. Злоумышленники рассчитывали на большое число жертв. Родноверы составляли «автономную боевую группу» и до совершения теракта в храме убили более десятка человек «неславянской» внешности, включая 60-летнего азербайджанца, а также в том же 2008 году недалеко от храма Николая Чудотворца в Бирюлёве зарезали русского мужчину, приняв его за православного священника. В качестве следующего объекта теракта родноверы рассматривали мечеть на Поклонной горе[172][173].
- В 2009 году в Екатеринбурге с использованием «коктейля Молотова» был сожжён деревянный храм блаженного Козьмы Верхотурского. На заборе храма поджигатели оставили надпись: «Воинство Рода. Дружина Святослава»[172].
- В 2009 году во Владимире Сергей Хлупин оставил на ограждении храма святых Кирилла и Мефодия письмо, в котором угрожал взорвать храм, если тот продолжит функционировать. Затем он совершил теракт, бросив в окно самодельную бомбу. Взрыв повредил церковную утварь, но никто не пострадал. Взрыв был предупреждением, в листовке было написано: «Террором и уничтожением жидо-христианских святынь, мы положим конец распространению этой заразы». Хлупин намеревался убивать людей, если его ультиматум не будет исполнен, но был задержан. При обыске у него был обнаружен арсенал оружия[172].
- В 2014 году сотрудник ЧОП Степан Комаров, последователь учения Николая Левашова открыл стрельбу по прихожанам Воскресенского собора Южно-Сахалинска, в результате чего ранил шестерых человек и убил двух человек — монахиню Людмилу (Пряшникову) и прихожанина Владимира Запорожца, просившего милостыню на паперти, который вошёл в храм и пытался остановить преступника[174].

Родноверы также подвергаются нападениям со стороны своих идейных противников, в основном православных, реже со стороны других националистов. Культовые сооружения родноверов часто подвергаются разрушению, а полиция нередко бездействует. Родноверы утверждают, ссылаясь на фотографии и другие факты, что некоторые активные приходские священники подвергают поруганию неоязыческие капища, сжигая идолов и нарушая «сакральное пространство».
- В деревне Окунево Омской области родноверами был возведён столб, увенчанный «коловратом», что вызвало беспокойство местных православных священников. В 1993 году в Окунево прибыла церковная делегация во главе с архиепископом Феодосием. Представители делегации заменили расположенный рядом с родноверческим шиваистский столб со знаком Ом на массивный православный крест. Позднее рядом была построена часовня[176].
- Ряд скандалов с участием православной общественности, городских властей и молодёжных антифашистских организаций происходил в Санкт-Петербурге вокруг находящегося там «Всеславянского» святилища Перуна, созданного под руководством верховного жреца объединения «Схорон еж словен» Владимира Голякова[177]. В 2007 года капище было разрушено.
- В 2012 году на празднике Купалы, проводившимся родноверами в Битцевском парке (Москва) четыре участника получили огнестрельные и ножевые ранения. Присутствовавший там Владимир Голяков получил лёгкие ранения. Голяков обвинил в произошедшем «инородное иго» и писал, что это не случайно произошло во время визита Владимира Путина в Израиль. Руководитель Содружества природной веры «Славия» Дионис Георгис (Любомир, сопредседатель совета «Круга языческой традиции») писал, что ряд родноверов возлагает долю ответственности за нападение на Русскую православную церковь и поддерживающие её государственные органы[178].
- 17 октября 2017 года стало известно, что в селе Починки Нижегородской области неизвестные вандалы разрушали неоязыческое капище. Неизвестные свалили двух идолов и сорвали черепа животных с деревьев[179].
- В 2015 году Владимир Голяков установил неоязыческого идола у православной церкви в Купчине, который затем был повален неизвестными, а потом распилен на части православным политическим деятелем Виталем Милоновым[180]. Голяков снова установил столб[181].

Проект «Красная лента» «Фонда традиционных религий» осуществляет мониторинг гонений, притеснений родноверов, конфликтов. Публикуется ежегодный отчёт о количестве разрушенных святилищ, негативных высказываний и др.
Конфликт на востоке Украины вызвал разную реакцию среди украинских родноверов. Представители РУН-веры рассматривают Россию как агрессора, в то время как участники других родноверских организаций, таких как панславистский «Родовой огонь Родной православной веры», чаще всего считают, что русские и украинцы — братья, а конфликт вызван происками США.
Родноверы сыграли важную роль в вооружённом конфликте на востоке Украины, сформировав вооруженные соединения или присоединившись к действующим. Одни, такие как батальон «Сварожичи», воевали на стороне повстанцев, другие, например, из отряда «Азов», — на стороне Украины.
Ряд ставропольских неоязычников был заочно осуждён российскими судами за деятельность в рядах батальонов «Азов» и «Айдар».
Пророссийские родноверческие воинские формирования на Донбассе представлены такими соединениями, как батальон «Сварожичи», «Варяг», ДШРГ «Русич» в составе группы быстрого реагирования (ГБР) «Бэтмен» в Луганской народной республике, ДШРГ «Ратибор» также при ГБР «Бэтмен» и родноверами в составе Русской православной армии. Родноверы занимаются в регионе миссионерством и пропагандируют концепцию нового Русского мира. Пророссийские родноверы в качестве военного символа часто используют восьмилучевой «коловрат».

## Искусство
Идеи славянского неоязычества находят отражение в произведениях искусства: литературы, живописи, музыки, реже — кинематографа. Авторы этих произведений могут быть как собственно славянскими неоязычниками, так и выразителями отдельных родноверческих идей.
Ранним примером такого произведения является роман «Русь изначальная» Валентина Иванова (1961). В произведении действует вымышленное славянское племя «росичей», живущее родовым строем и обороняющееся от хазар-иудеев и христиан-византийцев. «Русь изначальная» содержит идеи хазарского мифа, в котором хазары отождествляются с евреями и проводится идея об извечной конфронтации славян и «хазаров» и многовековом «хазарском иге» над Русью. Также произведение имеет ярко выраженные антихристианские мотивы. По сюжету романа были сняты мультфильм «Детство Ратибора» студии «Союзмультфильм» (1973) и художественный фильм «Русь изначальная» режиссёра Геннадия Васильева (1985). Русским язычеством увлекался советский поэт Игорь Кобзев, в стихах которого присутствует идея невосполнимого ущерба, который христианство нанесло Руси, посягательства христианской религии на «русскую душу», в уничтожении языческих духовных ценностей с целью порабощения «русичей» и ослабления их воли к сопротивлению захватчикам.
Русское неоязыческое влияние присутствует в цикле романов 1990-х годов Юрия Никитина «Трое из леса». Формируется славянская неоязыческая литература, например, цикл произведений С. Т. Алексеева о древней «арийской» цивилизации на Урале («Сокровища Валькирии» и др.). С 1990-х годов космическую фантастику с идеями русского неоязычества сочетает в своём творчестве писатель-фантаст Василий Головачёв. Он рисует масштабную картину борьбы свободолюбивых «современных русских язычников», предки которых были выходцами из Арктической Гипербореи, против космических евреев, ритуалы которых требуют использования крови. Силам зла служат масоны и христианская церковь, помогают американцы и выходцы из Кавказа и Средней Азии.
Популярным у русских неоязычников является казанский художник Константин Васильев (1942—1976). В 1968—1969 годах он заинтересовался искусством нацистской Германии, творчеством Фридриха Ницше и Рихарда Вагнера. Васильев разделял культ сильной личности, образы сверхчеловека и «арийского прошлого» и «суровых северных богов», которые он пытался адаптировать к «изначальной Руси». Его эпические полотна наполнены воинственным духом и исполинской силой. Особенно популярна у русских неоязычников стала его картина «Илья Муромец побеждает христианскую чуму». В 1988 году в Москве был открыт Музей Константина Васильева, который возглавляется А. И. Дорониным, некоторое время тесно связанным с одним из основателей русского неоязычества Валерием Емельяновым. На территории музея проходят собрания русских неоязычников и националистов.
С 1980—1990-х годов неоязыческая «славяно-арийская» тематика развивается рядом других художников. На полотнах выражающих славянские неоязыческие идеи авторов нередко изображаются славянские боги, преобладает воинственный дух. Положительные герои часто изображаются русоволосыми и голубоглазыми, их телесные черты — совершенными. Нередко встречаются образы «семитского врага».
Известный художник Илья Глазунов, в целом стоявший на традиционных православных позициях, разделял многие идеи славянского неоязычества, включая «арийскую» идею, идею подлинности «Велесовой книги», Яви, Прави и Нави и др. Глазунов одним из первых связал свастику со славянским язычеством на своей картине «Вечная Россия» (1988), где, в числе других фигур, изображён языческий идол с этим символом.
Художник Андрея Клименко, в его американский период (после 1997 года) известный как Andriko Wen Six, черпает сюжеты из русского фольклора и из «Велесовой книги». Он обучался в Московском художественном институте имени Сурикова. Подобно Васильеву, Клименко работает в монументально-героическом стиле, одним из его кумиров также является Рихард Вагнер. Но в отличие от Васильева, он изображает скифских и славянских героев. В рамках «арийской» идеи он считает скифов «праславянами». Клименко изображает могучих славянских богов, беспощадных воинов, сильных духом женщин и кровавые битвы с врагами, включая греков-христиан. Героев отличает отсутствующий взгляд, погруженный в вечность. Тамбовский художник Борис Ольшанский, также окончивший Московский художественный институт имени Сурикова, работает в классической академической манере. Большую роль в его становлении сыграли идеи Ильи Глазунова. Ольшанский сочетает неоязыческие (славянские боги, князь Святослав, Правь, Навь и Явь и др.) и христианские образы. Работы художника демонстрируют и образ врага. Так, на картине «Памяти Игоря Талькова», семитского типа женщина держит блюдо с головой убиенного. Максимильян Пресняков начал писать на неоязыческую тематику под влиянием П. В. Тулаева и иллюстрировал некоторые книги Александра Асова. Дизайнер Андрей Дорожкин (Орей), окончивший Строгановское училище, пишет в «нордическом стиле», восходящем к искусству Третьего рейха, часто изображает свастику и руны. Дорожкин создает плакаты, веб-сайты и обереги для ССО СРВ. Также он делал иллюстрации для расистского журнала «Атеней» и ряда других подобных изданий. Украинский художник Виталий Митченко, испытавший влияние сторонника «арийской» идеи, украинского археолога Ю. Шилова, написал свой «арийский цикл», посвященный пантеону индоевропейских богов, изображённых в виде украинских казаков.
Образы языческих богов передаёт и другой украинский художник Виктор Крыжановский, испытавший влияние работ академика Б. А. Рыбакова. Вологодский художник В. И. Новиков обращается как к русскому православию, так и к неоязычеству. В его работах славянская азбука сочетается с руническими знаками и присутствует образ «Гипербореи — священной прародины». Картины сопровождается солярными знаками, включая свастику. Большое число работ посвятил Гиперборее тверской художник В. Б. Иванов (род. в Беломорске в 1950). В его творчестве суровая северная природа сочетается с храмами языческих богов, героическими гиперборейцами и одомашненными мамонтами (цикл «Ведическая Русь»). Художник пишет, что это «истинное прошлое русского народа», которое упорно скрывают некие силы. Творчество А. В. Гусельникова посвящено идее «белой расы», «белого мира» и образам «арийских» богов. В числе его работ имеются иллюстрации к ряду изданий на индоевропейскую тематику, включая радикальные журналы «Наследие предков» и «Атеней». Иллюстрировал «Русский природный календарь» (А. В. Гусельников, С. Н. Удалова, 1998). Идеи Гусельникова отражены на помещённой там картине, изображающей Илью Муромца со свастикой на щите, икону языческого бога и полку со старинными книгами, включая наименование «Русь превыше всего» (перефраз немецкого лозунга). Авторы календаря изобразили Сергия Радонежского и Серафима Саровского близкими к истинной природе. Они связывают «Русское Православие» с «истинными знаниями предков» и противопоставляли идущему с Запада «еврохристианству». В то же время они оправдывают революцию 1917 года, якобы освободившую народ от крепостничества. Они утверждают, что от «русов» рождаются голубоглазые дети, а наука доказала происхождение «белой расы». Позднее Гусельников иллюстрировал книгу родновера Л. Р. Прозорова (Озара Ворона) «Святослав Хоробре».
Неоязыческий деятель П. В. Тулаев (Буян) определяет это направление живописи как «родноверческое», связанное со «славяно-арийской» идеей. В «монументально-героическом стиле» этой живописи он подобно идеологам Третьего рейха видит альтернативу современному «дегенеративному искусству».
Художниками являются некоторые лидеры неоязыческих общин. Живописью занимается московский волхв Николай Сперанский (Велимир), выставка которого «Образы языческой Руси» прошла 16 июля 2009 года в Москве в фонде «Эко-планета». Его картины наполнены суровым духом. Донецкий художник Владимир Печенков разделяет «панарийское мировоззрение» и работает в направлении «арийской героики», изображая богов, героев, руны и другие символы. Изучив «Ригведу», «Авесту» и индийские пураны, он создал свою общину «славян-перунистов», исповедующую изобретенную им «Донар-религию». Он является автором философских трактатов о «славяно-русской расе» и её религии. Его творчество передаёт дух воинственности и стремления к «освобождению славянства».
В 1990-е годы появился ряд рок-групп, в творчестве которых присутствуют неоязыческие мотивы, включая группы славянского пейган-метала. Основатель группы «ДК» Сергей Жариков писал о безусловно языческом характере рок-культуры, поддерживал национальную идею и мессианизм. Со ссылкой на работы Рыбакова он утверждал, что языческая идеология наиболее пригодна для борьбы за независимость Русской земли. Жариков стал издателем неонацистского журнала «Атака», уделяющего большое внимание неоязыческим идеям. Оккультно-неоязыческую музыку исполняет О. Никанкин, руководитель группы «Арктида», записи которого распространяет Центр славянской музыки. Такие рок-группы представляют собой российскую разновидность неонацистского музыкального движения, развивавшегося в Англии и Германии с начала 1980-х годов в среде праворадикальной культуры скинхедов. В среде русских неоязычников пользуются популярностью нацистские военные марши и музыка Рихарда Вагнера, а также «кельтский фольклор», что популярно у западных неонацистов. Неоязыческий деятель Дмитрий Гаврилов является автором текстов песен музыкальной фолк-группы «Дорога Водана».

## Влияние на массовую культуру
Идеи родноверия распространяются через различные газеты и журналы. Существенным источником распространения неоязыческих идей является Интернет. Пользователь при поиске информации по теме славян с большой вероятностью выйдет на различные неоязыческие сайты и материалы.
Славянское неоязычество оказывает влияние на массовую культуру, не связанную непосредственно с ним. В первую очередь в общественное сознание проникают псевдоисторические и псевдолингвистические идеи родноверов, особенно касающиеся «древней арийской расы». Идеи родноверия получили распространение даже среди православных или нерелигиозных людей.
С начала 1990-х годов арийский миф в России приобрёл большую популярность. Издаются многочисленные серии сборников работ популяризаторов арийской идеи («Тайны русской земли», «Подлинная история русского народа»). Они доступны в российских книжных магазинах, в муниципальных и университетских библиотеках. Эти сочинения не являются маргинальными: они имеют тиражи в десятки тысяч экземпляров (или миллионов, например, книги Александра Асова), их содержание участвует в формировании мировоззренческой основы широких слоёв населения относительно древней истории. Авторы, развивающие арийскую тему, часто являются сотрудниками институтов геополитики или членами новых самодеятельных академий. Специальным историческим образованием обладает лишь небольшое их число. Большинство из них имеют образование в области точных (физико-математических) или технических наук.
До середины 1990-х годов подавляющее большинство авторов излагали «арийскую» идею с использованием эзопова языка, эвфемизмов, опасаясь быть обвинёнными в антисемитизме и расизме. Позднее появляется больше сторонников арийского мифа, высказывающихся открыто. Примером являются авторы серии «Арийский путь», выходившей во второй половине 1990-х годов под грифом Российской академии наук.
Научно-фантастические и другие художественные произведения, посвящённые «славяно-арийцам» активно издаются известными издательствами: «Алгоритм», «Вече», «Менеджер», «ФАИР-Пресс», «Эксмо», «Яуза», «Амрита-Русь», «Белые альвы», «Метагалактика».
Понятия «Явь» и «Навь» используются в повести А. Сербы «Никакому ворогу» (1982). Отдельные неоязыческие мотивы присутствуют в романе «Pasternak» (2003) российского писателя Михаила Елизарова: идея порчи языка, забвения истинного смысла слов, понятия «явь» и «навь», трактуемые как мир живых и мир мёртвых, боги, изобретённые неоязыческими авторами, и др. Роман представляет собой сатиру на либеральные ценности («либеральную гнусь»), а популярный у либеральной интеллигенции писатель Борис Пастернак изображён демоном, пытающимся уничтожить главных героев и приблизить царство Антихриста. В романе Дмитрия Быкова «ЖД» (2006) историю России определяют две силы, два народа и два типа людей, метафорично названные «варяги» и «хазары». Они наделены сильной волей и стремлением к активным действиям. Собственно славянское население по книге отличается пассивностью и особым отношением к природе, земле, которая их кормит как своих детей, без особого труда с их стороны. Славяне не в силах сопротивляться захватчикам, и лишь призывают править ими то варягов, то хазар, страдая, однако, от любой власти. Конструируется славянская мифология, во главе пантеона которой стоят Даждь-бог и Жаждь-бог. Летом правит дающий, благой Даждь-бог, зимой — отнимающий, жадный Жаждь-бог. Используется характерный для неоязычников приём «раскрытия» «глубинных», «исконных» значений слов русского языка путём дробления их на произвольно истолковываемые автором части.
В произведениях связанного с неоязычеством фантаста Василия Головачёва свободолюбивые современные русские язычники борются с тёмными силами, представленными евреями, масонами, христианами и «небелыми» расами. По сюжету романов «Ведич» (2007) и «Не русские идут, или носители смерти» (2009) защиту русских осуществляет Союз славянских общин, ассоциируемый с Калугой, что отсылает к деятельности родноверческого объединения ССО СРВ. В книге «Ведич» отражена конкуренция между различными неоязыческими организациями. Осуждаются «ингливеры» (отсылка к инглиистам), но поддерживается «Предиктор» (отсылка к концепция КОБР).
Некоторые неоязыческие штампы встречаются в кинематографе (упоминание славянской дохристианской письменности или демонстрация «славянских рун»).
В некоторых вымышленных сюжетах «документальных» фильмов и сериалов на телевидении неоязычники позиционируются как подлинные славянские язычники и колдуны. В ряде случаев (преимущественно в нескольких «документальных» передачах Игоря Прокопенко и Олега Шишкина на одном из наиболее популярных российских федеральных телеканалов «РЕН ТВ» в 2013, 2014, 2016, 2017 и др.) популяризируются псевдоисторические неоязыческие идеи о древних дохристианских славянских «рунических» книгах; древности славян; происхождении славян от «ариев» из Гипербореи или Средней Азии (включая вариант инопланетного происхождения «ариев-гиперборейцев»), называемых также «расой белых богов»; связи славян с Индией; происхождении от славян древних цивилизаций; славянах как потомках богов; наличии у древних славян современных технологий и необычайных «энергетической силы»; неоязыческом символе «коловрате» как древнеславянском символе; христианстве, насильно заставившем славян забыть своё великое прошлое; сокрытии всего этого «официальной наукой» и начале новой эры, эпохи возврата к традиции. Тема славянского язычества, в неоязыческой или вымышленной «языческой» форме, чаще присутствует в телеэфире. Если в 2000-х одной из причин распространения неоязычества были книги и фильмы в жанре «фэнтези», позднее телевизионные «языческие» сюжеты становятся более существенным фактором. В такой подаче тема славянского язычества стала частью информационной среды российских телезрителей и общества в целом.

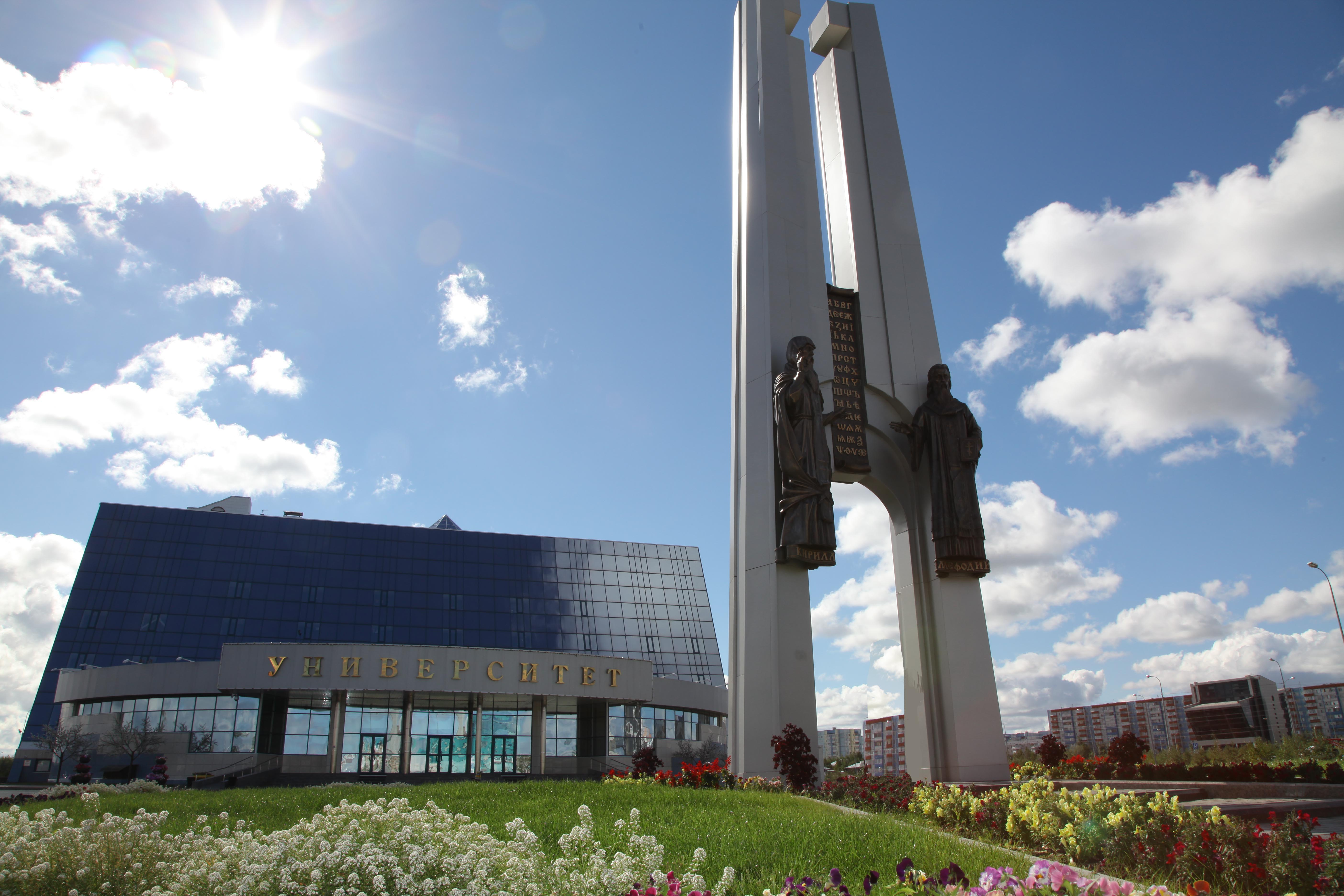
«Буквица» на памятнике Кириллу и Мефодию перед Сургутским университетом

Неоязыческая «буквица» изображена на памятнике Кириллу и Мефодию перед Сургутским университетом: монумент изображает святых, указывающих на свиток с буквицей.
В интернет-среде имеет распространение мем с персонажем по имени Долбослав, длинноволосым и бородатым родновером в вышитом хайратнике, эдвайсы с которым пародировали взгляды радикальных неоязычников («Славянские веды есть… я сам их лично читал в интернете» и т. п.).
В модификации The New Order на компьютерную игру Hearts of Iron IV, по сюжету которой нацистская Германия одержала победу в войне, на территории Перми находится нацистское государство Арийское братство, созданное и возглавляемое русскими, объявившими себя «арийцами», под руководством Алексея Добровольского. Это государство поработило и частично истребило славянских «недочеловеков» и насаждает немецкую культуру. В одном из вариантов развития событий в игре власть захватывает Валерий Емельянов, создающий затем Гиперборею, тоталитарное теократическое государство с неоязыческой идеологией, согласно которой «высшей расой» являются «славяно-арии». В рабов в Гиперборее обращены все инородцы и те славяне, которые не приняли новую идеологию. Проводится политика «десионизации». В реальности Добровольский и Емельянов были одними из основателей русского неоязычества.
В 2019 году А. А. Коноплева и И. О. Кахута писали, что «популярность неоязычества в современном российском обществе очевидна».
Учение инглиизма и славянское неоязычество в целом спародировано в появившихся в 2023 году псевдонаучных лекциях YouTube-канала «Профессор Багиров» (сгенерированного с помощью нейросетей «профессора и четырежды историка Алексея Сергеевича Багирова»), в которых «древние русы, произошедшие от репки, сражаются против ящеров», а город Оренбург — «построен на орущем буром медведе». Интернет-пародия, в свою очередь, вызвала волну интернет-мемов о войне «славян-русов» против «ящеров-рептилоидов», популярность которых дошла до публикаций на «Лента.ру», в журнале «Maxim Online» и подобных ресурсах. В ролике, где «Багиров» «разоблачает» математику, он упоминает псевдоучёного, кандидата технических наук Юрия Рыбникова, называя его своим коллегой. Рыбников стал известен в 2015 году после того, как в эфире телеканала «Первый образовательный» озвучил близкие к инглиизму идеи, что школьникам преподаётся «фальшивая» математика, а первыми в истории счёт придумали «древние русы». Рыбников стал объектом большого числа пародий в сети («счёт древних шизов» и т. п.). Волну популярности Рыбников пережил также весной 2021 года, когда в сети получил распространение ролик, где он говорит фразу «это база». Выражение стало мемом, пользователи применяют его по отношению к абсурдным псевдонаучным теориям. Распространение мемов о «русах» и «ящерах» обеспечило популярность вышедшей в 2023 году компьютерной игре «Русы против Ящеров» и её проектам-подражателям.

## Оценки
А. А. Бесков отмечает парадоксальность идеи русского неоязычества, что язычество является национальной религией, поскольку ко времени введения на Руси христианства её население не составляло единого этноса, сохранялось разделение на отдельные племена, отношения между которыми могли быть враждебными, и эти племена не придерживались унифицированных религиозных представлений.
По мнению Бескова, в отличие от христианства, в рамках которого антииудейские идеи имеют длительную историю, русское неоязычество, в принципе, не имеет никакого повода для антисемитизма и антииудаизма, однако включает существенную антисемитискую тенденцию.
В России на основании судебных решений ряд неоязыческих организаций был включён в Список экстремистских организаций Министерства юстиции России, и их деятельность запрещена; ряд неоязыческих сочинений включены в Федеральный список экстремистских материалов, их распространение запрещено.

## Историография
Исследования русского неоязычества были начаты в 1990-е годы. С того времени выпущено большое число различных публикаций по данной теме, как публицистические заметки в общественно-политических журналах, так и научные статьи и монографии. По мнению А. А. Бескова, значительная часть исследовательских работ акцентирует внимание на связи русского неоязычества с наиболее радикальным русским национализмом. Бесков отмечает, что для такого сближения есть основания, а экстремально проявляющимися настроениями движение привлекает внимание общества, власти, и учёных, однако по его мнению, имеющий место системный перекос приводит к тому, что исследователи уделяют недостаточно внимания менее очевидным аспектам явления, в том числе собственно религиозной составляющей. Большая часть исследований носит не религиоведческий, а политологический, юридический, культурологический или отвлечённо-философский характер. Феномен изучен с религиоведческой точки зрения, в результате чего некоторые исследователи называют его «квазирелигией». Бесков отмечает, что исследования русского неоязычества, которые сосредоточены на взглядах конкретных персоналий, выбирают наиболее заметные фигуры, а заметность в значительной мере обусловлена общественной, полемической активностью последних.
Крупнейшим российским специалистом по русскому неоязычеству считается этнолог В. А. Шнирельман (монографии «Русское родноверие: неоязычество и национализм в современной России», 2012; «Арийский миф в современном мире», 2015; и др.). По мнению Бескова, работы Шнирельмана являются лучшим источником по связям русского неоязычества с проблемами национализма. Другой известный российский специалист по изучению русского неоязычества — А. В. Гайдуков.

### Научная
на русском языке
- Аверина О. Р., Байков Н. М. Экстремистская символика в интернет-пространстве как фактор угрозы социализации молодежи // Власть и управление на Востоке России. — 2017. — № 3 (80). — С. 79—86.
- Агальцов А. Н. Российское неоязычество как религиозно-нравственный феномен / дисс. … канд. филос. наук : 09.00.14; [Место защиты: Тул. гос. пед. ун-т им. Л. Н. Толстого]. — Тула: ТГПУ имени Л. Н. Толстого, 2010. — 133 с.
  - Агальцов А. Н. Российское неоязычество как религиозно-нравственный феномен : автореф. дис. … канд. филос. наук : 09.00.14 / Агальцов Андрей Николаевич; [Место защиты: Тул. гос. пед. ун-т им. Л. Н. Толстого]. — Тула, 2010. — 18 с.
- Андреева Ю. О. Представления о народных традициях в движении «Звенящие кедры России» // Аспекты будущего по этнографическим и фольклорным материалам / Отв. ред. Т. Б. Щепанская. — СПб.: МАЭ РАН, 2012. — С. 231—245. — 356 с. — ISBN 978-5-88431-204-3.
- Аристова Л. Г., Гармай А. В., Грибов М. О., Филлипова Е. Г. «Велесова книга» — художественное произведение или исторический документ? // Сборник Русского исторического общества. — М., 1999. — Т. 1 (149). — С. 105.
- Асеев О. В. Язычество в современной России: Социальный и этнополитический аспекты : дисс. к. филос. н.:09.00.06. — М., 1999. — 160 с.
- Бесков А. А. Парадоксы русского неоязычества // Colloquium heptaplomeres : научный альманах  / Научно-исследовательской лаборатория «Новые религиозные движения в современной России и странах Европы». Нижегородский государственный педагогический университет имени Козьмы Минина. — Н. Новгород: НГПУ, 2014. — № 1. Язычество в XX—XXI веках : российский и европейский контекст. — С. 11—23.
- Бесков А. А. Реминисценции восточнославянского язычества в современной российской культуре (статья первая) // Colloquium heptaplomeres : научный альманах  / Научно-исследовательской лаборатория «Новые религиозные движения в современной России и странах Европы». Нижегородский государственный педагогический университет имени Козьмы Минина. — Н. Новгород: НГПУ, 2015. — № 2. — С. 6—18.
- Бесков А. А. Реминисценции восточнославянского язычества в современной российской культуре (статья вторая) // Colloquium heptaplomeres : научный альманах  / Научно-исследовательской лаборатория «Новые религиозные движения в современной России и странах Европы». Нижегородский государственный педагогический университет имени Козьмы Минина. — Н. Новгород: НГПУ, 2016. — № 3. — С. 6—24. — ISSN 2312-1696.
- Бесков А. А. Реминисценции восточнославянского язычества в современной российской культуре (статья третья) // Colloquium heptaplomeres : научный альманах  / Научно-исследовательской лаборатория «Новые религиозные движения в современной России и странах Европы». Нижегородский государственный педагогический университет имени Козьмы Минина. — Н. Новгород: НГПУ, 2017. — № 4. — С. 7—19. — ISSN 2312-1696.
- Бесков А. А. Восточнославянское язычество в зеркале российской повседневности // Kultūras studijas. — Daugavpils: Daugavpils University, Saule, 2018. — Т. X. — ISSN 1691-6026.
- Бесков А. А. Язычество восточных славян перед лицом современности. — СПб.: Дмитрий Буланин, 2018. — 192 с. — (Научно-популярная серия РФФИ). — ISBN 978-5-86007-893-2.
- Бесков А. А. Восточнославянское язычество : Религиоведческий анализ. — Saarbrucken: LAP.
- Бесков А. А. Полезен ли анализ неоязыческих сообществ в соцсетях для оценки численности последователей русского неоязычества? // Государство, религия, церковь в России и за рубежом  / Российская академия народного хозяйства и государственной службы. — М., 2020. — Т. 3, № 38. — С. 306—330. — ISSN 2073-7203. — doi:10.22394/2073-7203-2020-38-3-306-330.
- Бесков А. А. Этнорелигиозное измерение современной русской идентичности: православие vs неоязычество // Studia Culturae. — СПб.: ANO DPO, 2020а. — Т. 3, № 3 (45). — С. 106—122. — ISSN 2310-1245.
- Васильев М. А. Рец. на: Неоязычество на просторах Евразии. М., 2001 // Славяноведение. — 2002. — Вып. 4. Архивировано 7 января 2012 года.
- Неоязычники // Верховский А. М., Прибыловский В. В., Михайловская Е. Национализм и ксенофобия в российском обществе. — М.: Информационно-экспертная группа «Панорама», 1998. — С. 39—41.
- Гайдуков A. B. Реконструкция и возрождение дохристианских верований в современной России // Поиски исторической психологии. Сообщения и тезисы докладов Международной междисциплинарной научной конференции. — СПб. 21—22 мая 1997 г / Под набл. Т. В. Партаненко и В. И. Старцева. — СПб.: РГПУ имени А. И. Герцена, 1997.
- Гайдуков A. B. Политические аспекты возникновения неоязычества в России // Герценовские чтения. 1997. Актуальные проблемы социальных наук. — СПб.: ФСН РГПУ имени А. И. Герцена, 1998. — С. 157—160.
- Гайдуков A. B. Молодёжная субкультура славянского неоязычества в Петербурге // Молодёжные движения и субкультуры Санкт-Петербурга (социологический и антропологический анализ)  / отв. ред. В. В. Костюшев. — СПб.: Норма, 1999. — С. 24—50. — ISBN 5-87857-031-9.
- Гайдуков А. В. Национальная идея в славянском неоязычестве // Вестник всеобщей истории: Межвузовский сб.. — СПб.: Нестор, 1999. — Вып. 2. — С. 111—127.
- Гайдуков А. В. Воспитание детей и подростков в славянском неоязычестве  / Вестник всеобщей истории: Межвузовский сборник Кафедра всеобщей истории РГПУ им. А. И. Герцена. — СПб.: Нестор, 2000. — Вып. 3. — С. 12—23.
- Гайдуков А. В. Идеология и практика славянского неоязычества : дисс. к. филос. наук: 09.00.06 — философия религии. / Российский государственный педагогический университет имени А. И. Герцена. — СПб., 2000. — 165 с.
- Гайдуков А. В. Легитимность славянского неоязычества: особенности взаимоотношения с государственной властью. — Герценовские чтения 2004: Актуальные проблемы социальных наук. — СПб.: ФСН РГПУ им. А. И. Герцена, 2004. — С. 274—278.
- Гайдуков А. В. Современное славянское (русское) язычество в Петербурге: конфессиональная динамика за десятилетие // Религиозная ситуация на северо-западе России и в странах Балтии (традиции и современность): сб. ст. по итогам II Междунар. науч. конф., 21-22 февр. 2005 / сост. и отв. ред.: А. Ю. Григоренко, А. М. Прилуцкий. — СПб.: Светоч, 2005. — С. 39—57. — 302 с. — ISBN 5-901621-16-6.
- Гайдуков А. В. Современное славянское язычество и государственные структуры : проблемы и особенности взаимоотношений // В обществе мысли: Труды Общеобразовательного факультета Межрегионального института экономики и права. Вып. 1 / Ред. С. Э. Никулин. — СПб., 2007. — С. 46—59.
- Гайдуков А. В. «Неоязычество» : проблемы трактовки и использования термина // Герценовские чтения 2009. Актуальные проблемы социальных наук / Ред. В. В. Барабанов; сост. А. Б. Николаев. — 2010. — С. 328—335.
- Гайдуков А. В. Славянское новое язычество в России : опыт религиоведческого исследования // Новые религии в России : двадцать лет спустя : материалы Международной научно-практической конференции, Москва, Центральный дом журналиста, 14 декабря 2012 г / Центр религиоведческих исследований «Религиополис», Каф. социологии и упр. социальными процессами Академии труда и социальных отношений; редкол.: Е. С. Элбакян (отв. ред.) и др.. — СПб.: Древо жизни, 2013. — С. 169—180. — 240 с.
- Гайдуков A. B. Проблема иностранного влияния на развитие славянского нового язычества (родноверия) в России // Colloquium heptaplomeres : научный альманах  / Научно-исследовательской лаборатория «Новые религиозные движения в современной России и странах Европы». Нижегородский государственный педагогический университет имени Козьмы Минина. — Н. Новгород: НГПУ, 2016б. — № 3. — С. 43—47.
- Гайдуков A. B. Отношение современных язычников к различным конфессиям (предварительные итоги социологических опросов) // Религия и письменность как факторы формирования славянской культуры. Сборник докладов XXIII Международных Кирилло-Мефодиевских чтений, 22—26 мая 2017 г / Институт теологии Белорусского государственного университета ; ред.-сост. С. И. Шатравский, свящ. Святослав Рогальский. — Минск: Позитив-центр, 2018. — С. 233—236. (Статья на Пантеон).
- Гайдуков A. B., Скачкова Е. Ю. Одежда и священные знаки в воззрениях современных родноверов (по материалам социологического исследования) // Знаки и знаковые системы народной культуры — 2019. Материалы 4-й Международной научно-практической конференции. 29—30 ноября 2019 г. Санкт-Петербург. — СПб., 2019. — С. 282—293.
- Гайдуков A. B., Саберов Р. А., Шиженский Р. В. К вопросу о методологии изучения российского неоязычества // Общество: философия, история, культура. — 2021. — № 3.
- Гайдуков A. B., Скачкова Е. Ю. «Славянская» символика как способ социализации в языческой субкультуре позднего модерна // Социология религии в обществе позднего модерна. — 2021. — № 10. — С. 83—89.
- Гайдуков A. B., Тимофеева В. А. Женщина в современном язычестве // Colloquium heptaplomeres : научный альманах  / Научно-исследовательской лаборатория «Новые религиозные движения в современной России и странах Европы». Нижегородский государственный педагогический университет имени Козьмы Минина. — Н. Новгород: НГПУ, 2018. — № 5 / составители: А. А. Бесков, Р. В. Шиженский. — С. 17—24.
- Дворкин А. Л. Кто придумал неоязычество. — М.: Вольный странник, 2022. — 208 с. — ISBN 978-5-00178-110-3.
- Дорофеев С. Мифопоэтический образ язычника и феномен язычества в цикле романов писателя-фантаста Юрия Никитина «Трое из леса» // Вестник традиционной культуры. — 2005. — Вып. 2. — С. 144—148.
- Дымерская-Цигельман Л. Советские корни современного антисемитизма // Форум новейшей восточноевропейской истории и культуры — Русское издание. — 2006. — № 2. — С. 1—68.
- Кавыкин О. И. «Родноверы». Самоидентификация неоязычников в современной России / Отв. редактор кандидат исторических наук Т. В. Евгеньева. — М.: Институт Африки РАН, 2007. — 232 с. — ISBN 978-5-91298-017-6.
- Клейн Л. С. Воскрешение Перуна : К реконструкции восточнославянского язычества. — СПб.: Евразия, 2004. — 480 с. — (Magicum). — ISBN 978-5-8071-0153-7.
- Коноплева А. А., Кахута И. О. Причины популярности неоязычества в современном российском обществе // Манускрипт. — Тамбов: Грамота, 2019. — Т. 12, вып. 10. — С. 223—226. — ISSN 2618-9690.
- Коскелло А. С. Современные языческие религии Евразии : крайности глобализма и антиглобализма // Религия и глобализация на просторах Евразии / Под ред. А. В. Малашенко и С. Б. Филатова. — М.: Неостром, 2005.
- Коскелло А. С. Движение «Звенящие кедры России» (последователи идей Владимира Мегре, анастасийцы) // Современная религиозная жизнь России. Опыт систематического описания / Отв. ред. М. Бурдо, С. Б. Филатов. — М.: Логос, 2006. — Т. IV. — С. 290—304. — 366 с. — 2000 экз. — ISBN 5-98704-057-4.
- Коскелло А. С. Современные языческие религии Евразии : крайности глобализма и антиглобализма // Религия и глобализация на просторах Евразии / Под ред. А. В. Малашенко и С. Б. Филатова. — 2-е изд. — М.: РОССПЭН, Московский Центр Карнеги, 2009. — С. 295—329. — 341 с. — ISBN 978-5-8243-1153-2.
- Кузьмин А. Г. Неоязыческая печать в современной России: особенности идеологии и пропагандистской деятельности // Исторические, философские, политические и юридические науки, культурология и искусствоведение. Вопросы теории и практики. — Тамбов: Грамота, 2014. — № 12 (50) : в 3-х ч. Ч. 1.. — С. 121—124. — ISBN 1997-292X.
- Кузьмин А. Г. Явление лингвофричества в неоязыческом направлении. Движения современных русских националистов: опыт анализа // Политика постправды в современном мире. Сборник материалов по итогам Всероссийской научной конференции с международным участием «Политика постправды и популизм в современном мире» 22–23 сентября 2017 года / Под ред. О. В. Поповой. — СПб.: Скифия-принт, 2017. — С. 119—123. — 282 с.
- Кузнецов М. Н. Российское неоязычество: история, идея и мифы. — Рязань: Зёрна, 2018. — 175 с. — 2000 экз. — ISBN 978-5-6041175-0-7.
- Кутарев О. В. Неоязычество Европы // Философия и культура. — 2014. — № 12. — С. 1801—1810.
- Лакер, Уолтер. Чёрная сотня. Происхождение русского фашизма = Black Hundreds: The Rise of the Extreme Right in Russia. — М.: Текст, 1994. — 432 с. — ISBN 5-7516-0001-0.
- Ларюэль М. Арийский миф — русский взгляд / Перевод с французского Дмитрия Баюка. 25.03.2010 // Вокруг света. — 2010.
- Мачуда Й. Чешская община «Родная вера» — возвращение к духовности предков // Colloquium heptaplomeres : научный альманах  / Научно-исследовательской лаборатория «Новые религиозные движения в современной России и странах Европы». Нижегородский государственный педагогический университет имени Козьмы Минина. — Н. Новгород: НГПУ, 2014. — № 1. Язычество в XX—XXI веках: российский и европейский контекст. — С. 101—109.
- Меранвильд В. Б. Славяно-горицкое движение как форма неоязычества : дисс. к. филос. н.: 09.00.13. — СПб., 2004.
- Мильков В. В. Неоязычество // Религии народов современной России : Словарь / Ред-кол. Мчедлов М. П. (отв. ред.), Аверьянов Ю. И., Басилов В. Н. и др. — 2-е изд., и доп. — М.: Республика, 2002. — С. 294—299. — 624 с. — 4000 экз. — ISBN 5-250-01818-1.
- Митрохин Н. А. Русская партия: Движение русских националистов в СССР, 1953—1985 годы. — М.: Новое литературное обозрение, 2003. — 624 с.: ил. с. — (Библиотека журнала «Неприкосновенный запас»). — ISBN 5-867-93219-2.
- Митрохин Н. А. «Антисионисты» и неоязычники в русском националистическом движении СССР 1960-х — 1970-х гг. // Форум новейшей восточноевропейской истории и культуры — Русское издание. — 2013. — № 2. — С. 214—232.
- Михеева И. Б. Неоязычество как религиозно-культурный феномен современности: проблема дефиниции // Философия и социальные науки. — 2010. — № 2. — С. 45—47.
- Мороз Е. Л. Борцы за «Святую Русь» и защитники «Советской Родины» // Национальная правая прежде и теперь : Историко-социологические очерки  / Институт социологии РАН. — СПб., 1992. — Вып. 1. — С. 71—72.
- Мороз Е. Л. Неоязычество в России // Цена ненависти. Национализм в России и противодействие расистским преступлениям : сб. ст. / Сост. А. М. Верховский. — М.: ИАЦ «Сова», 2005. — С. 196—225. — ISBN 5-98418-005-7.
- Мороз Е. Л. История «Мертвой воды» — от страшной сказки к большой политике. Политическое неоязычество в постсоветской России. — Stuttgart: ibidem-Verlag, 2005б.
- Неоязычество на просторах Евразии / Сост. сб. В. А. Шнирельман. — М.: Библейско-богословский институт святого апостола Андрея, 2001. — 177 с. — ISBN 5-89647-050-9.
  - Мороз Е. Л. Язычники в Санкт-Петербурге // Неоязычество на просторах Евразии / Сост. сб. В. А. Шнирельман. — М.: Библейско-богословский институт святого апостола Андрея, 2001. — С. 39—55. — ISBN 5-89647-050-9.
  - Шнирельман В. А. Назад к язычеству? Триумфальное шествие неоязычества по просторам Евразии // Неоязычество на просторах Евразии / Сост. сб. В. А. Шнирельман. — М.: Библейско-богословский институт святого апостола Андрея, 2001а. — С. 130—169. — ISBN 5-89647-050-9.
  - Шнирельман В. А. Перун, Сварог и другие : русское неоязычество в поисках себя // Неоязычество на просторах Евразии / Сост. сб. В. А. Шнирельман. — М.: Библейско-богословский институт святого апостола Андрея, 2001б. — С. 10—38. — ISBN 5-89647-050-9.
  - Яшин В. Б. «Церковь православных староверов-инглингов» как пример неоязыческого культа // Неоязычество на просторах Евразии / Сост. сб. В. А. Шнирельман. — М.: Библейско-богословский институт святого апостола Андрея, 2001. — С. 56—67. — ISBN 5-89647-050-9.
  - Заключение // Неоязычество на просторах Евразии / Сост. сб. В. А. Шнирельман. — М.: Библейско-богословский институт святого апостола Андрея, 2001. — ISBN 5-89647-050-9.
- Новые религиозные культы, движения и организации в России : словарь-справочник / Науч. ред. Н. А. Трофимчук, Ф. Г. Овсиенко, М. И. Одинцов. — 2-е изд., доп. и перераб.. — М.: Изд-во РАГС, 1998. — 346 с. — ISBN 5-7729-0027-7.
- Овсиенко Ф. Г. Неоязычество // Религиоведение: Энциклопедический словарь / Ред. Забияко А. П., Красников А. Н., Элбакян Е. С.. — М.: Академический проект, 2006. — С. 692.
- Ожиганова А. А. Конструирование традиции в неоязыческой общине «ПравоВеди» // Colloquium heptaplomeres. — 2015. — № 2. — С. 30—38.
- Петербургское язычество : Сб. ст / Ред. и сост. А. В. Щипков. — СПб.: Апостольский город, 1999. — 98 с. — ISBN 5-93112-005-X.
- Пигалкина С. Н. Современное русское неоязычество: философско-религиоведческий анализ : дисс. … канд. филос. наук : 09.00.14 / Пигалкина Светлана Николаевна; [Место защиты: Рос. акад. нар. хоз-ва и гос. службы при Президенте РФ]. — М., 2017. — 131 с.
  - Пигалкина С. Н. Современное русское неоязычество : философско-религиоведческий анализ: автореф. дис. … канд. филос. наук : 09.00.14 / Пигалкина Светлана Николаевна; [Место защиты: Рос. акад. нар. хоз-ва и гос. службы при Президенте РФ]. — М., 2017. — 27 с.
- Полиниченко Д. Ю. Неоязычество и любительская лингвистика в современной России // Язык и культура. Научный интернет-журнал Центра исследования лингвокультурологии и переводоведения Философского факультета Прешовского университета в Прешове. — 2012. — № 12.
- Попов И. Н. Гл. 4.5. Славянская народная религия (родноверие) // Справочник всех религиозных течений и объединений в России. — 2016а.
- Попов И. Н. Гл. 5.3. Новые российские религии // Справочник всех религиозных течений и объединений в России. — 2016б.
- Данилевский И. Н. «Влесова книга» // Православная энциклопедия. — М., 2005. — Т. IX : Владимирская икона Божией Матери — Второе пришествие. — С. 128—129. — 39 000 экз. — ISBN 5-89572-015-3.
- Прибыловский В. В. Русские язычники : Религиозные предпочтения национал-экстремистов // Экспресс-Хроника : правозащитный еженедельник. — 1998. — Вып. 21 февр., № 8.
- Прибыловский В. В. Русское неоязычество — квазирелигия национализма и ксенофобии // Диа-Логос. — 1998—1999. — Вып. II. — С. 137—160.
- Прибыловский В. В. Неизвестные грани национал-экстремизма: русские язычники // G2W. — 1999. — № 6.
- Прокофьев А. В., Филатов С. Б., Коскелло А. С. Славянское и скандинавское язычества. Викканство // Современная религиозная жизнь России. Опыт систематического описания / Отв. ред. М. Бурдо, С. Б. Филатов. — М.: Логос, 2006. — Т. 4. — С. 155—207. — 366 с. — 2000 экз. — ISBN 5-98704-057-4.
- Ревич В. А. Нуль-литература // Перекрёсток утопий. Судьбы фантастики на фоне судеб страны. — М. : ИВ РАН, 1998. — С. 287—310. — 354 с.
- Резник С. Е. Дело Емельянова // Красное и коричневое, Книга о советском нацизме. — Вашингтон: Вызов, 1991. — С. 560.
- Саберов Р. А. «Языческое картирование»: к вопросу о структурном состоянии современных славянских языческих организаций в России // Общество: социология, психология, педагогика. — 2015. — № 5. — С. 11—14.
- Современная религиозная жизнь России. Опыт систематического описания / Отв. ред. М. Бурдо, С. Б. Филатов. — М.: Логос, 2006. — Т. IV. — 366 с. — 2000 экз. — ISBN 5-98704-057-4.
- Сельченкова С. П. Современное российское неоязычество: конструирование мифологии (на примере общины «Вятичи») // Живая старина  / главный редактор О. В. Белова. — 2021. — № 2 (110). — С. 53—55. — ISSN 0204-3432.
- Суровегина Е. Интервью с Белояром (Максимом Анатольевичем Ионовым) // Colloquium heptaplomeres : научный альманах  / Научно-исследовательской лаборатория «Новые религиозные движения в современной России и странах Европы». Нижегородский государственный педагогический университет имени Козьмы Минина. — Н. Новгород: НГПУ, 2015. — № 2.
- Творогов О. В. Влесова книга // Труды Отдела древнерусской литературы. — Л., 1990. — Т. 43 (XLIII). — С. 170—172.
- Филатов С. Б. Современная Россия и секты // Иностранная литература. — 1996. — № 8. — С. 200—220.
- Филатов С. Б., Щипков А. В. Язычество. Рождение или возрождение? // Дружба народов. — 1996. — № 11/12. — С. 176—187.
- Что думают учёные о «Велесовой книге»: сб. ст / Рос. акад. наук, Институт рус. лит. (Пушк. Дом); Составитель А. А. Алексеев. — СПб.: Наука, 2004. — 238 с. — ISBN 5-02-027121-7. (Сборник статей Л. П. Жуковской, Б. А. Рыбакова, О. В. Творогова, А. А. Алексеева, И. Н. Данилевского, В. П. Козлова, Н. А. Соболева). (копия) Рецензия на этот сборник статей в «Независимой газете»
  - Алексеев А. А. От составителя. — 2004. — С. 3—5.
  - Алексеев А. А. Опять о «Велесовой книге». — 2004. — С. 94—108. (Статья впервые опубликована: Русская литература. — 1995. — № 2. — С. 250—254).
  - Алексеев А. А. Книга Велеса: анализ и диагноз. — 2004. — С. 128—147. (Статья впервые опубликована: Русская литература. — 2002. — № 4. — С. 199—207).
  - Буганов В. И., Жуковская Л. П., академик Рыбаков Б. А. Мнимая «древнейшая летопись». — 2004. — С. 39—46. (Статья впервые опубликована: Вопросы истории. — 1977. — № 6. — С. 202—205).
  - Данилевский И. Н. Попытки «улучшить» прошлое: «Влесова книга» и псевдоистории. — 2004. — С. 109—127. (Полная публикация: Данилевский И. Н. Древняя Русь глазами современников и потомков (IX—XII вв.). — М., 1999. — С. 314—326, 387—388).
  - Жуковская Л. П. Поддельная докириллическая рукопись (К вопросу о методе определения подделок). — 2004. — С. 31—38. (Статья впервые опубликована: Вопросы языкознания. — 1960. — № 2. — С. 142—144).
  - Козлов В. П. «Дощечки Изенбека», или Умершая «Жар-птица». — 2004. — С. 148—175. (Глава 7 книги: Козлов В. П. Обманутая, но торжествующая Клио: Подлоги письменных источников по российской истории в XX веке. — М., 2001. — С. 87—105, 215—217). «Велесова книга» — глава из книги «Обманутая, но торжествующая Клио».
  - Козлов В. П. Хлестаков отечественной «археологии», или три жизни А. И. Сулакадзева. — 2004. (Глава 11 книги: Козлов В. П. Тайны фальсификации: Анализ подделок исторических источников XVIII—XIX веков. — М., 1996. Изд. второе. — С. 155—185, 265—267).
  - Соболев Н. А. Проблема изданий-фальсификатов. — 2004. — С. 176—198. (Авторская переработка статьи: Соболев Н. А. Деструктивность фальсификатов древнерусской книжности. // Древняя Русь: Вопросы медиевистики. — 2002. — № 2 (8). — С. 87—90).
  - Творогов О. В. К спорам о «Влесовой книге». — 2004. — С. 6—30.
  - Творогов О. В. Что же такое «Влесова книга»?. — 2004. — С. 47—85. (Статья впервые опубликована: «Русская литература». — 1988. — № 2. — С. 77—102).
  - Творогов О. В. Язык «Влесовой книги». — 2004. — С. 227—232. (Полная публикация статьи — О. В. Творогов. Влесова книга // Труды Отдела древнерусской литературы. — Т. 43. — 1990. — С. 170—254. (Публикация текста и развёрнутое доказательство его подложности).
  - Творогов О. В. Язык «Влесовой книги» (окончание). — 2004. — С. 227—232.
- Шиженский Р. В. Волхвы в современных родноверческих общинах // Исторические судьбы русского язычества / Министерство образования и науки РФ. Нижегородский государственный педагогический университет имени Козьмы Минина. — Н. Новгород: НГПУ, 2007.
- Шиженский Р. В. Жречество в современном российском язычестве // Вестник Удмуртского университета. Серия «История и филология». — 2008. — Вып. 2. — С. 139—148.
- Шиженский Р. В. Неоязыческий миф о князе Владимире // Вестник Бурятского государственного университета. Философия, социология, политология, культурология. — 2009. — Вып. 6. — С. 250—256.
- Шиженский Р. В. Славянская неоязыческая диаспора на территории современной России (по данным сети Интернет) // Диалог государства и религиозных объединений в пространстве современной культуры. — Волгоград, 2009. — С. 362—367.
- Шиженский Р. В. К вопросу о терминологии славянских вариаций «Indignous Religions» (на примере термина «неоязычество») // Етнічна iсторія народів Европи. — Киев: УНІСЕРВ, 2010а. — Вып. 33. — С. 121—126.
- Шиженский Р. В. Русский языческий мир (дефиниции неоязычества в современной России) // Этносоциальные и конфессиональные процессы в современном обществе: сб. науч. ст.. — Гродно: ГрГУ, 2010б. — С. 23—37.
- Шиженский Р. В. Опыт сравнительного анализа текстов А. А. Добровольского и Г. Ф. Вирта (к вопросу об источниковой базе российских неоязычников). — 2012а. — 13 апреля.
- Шиженский Р. В. Философия доброй силы : Жизнь и творчество Доброслава (А. А. Добровольского). — Пенза: Научно-издательский центр “Социосфера”, 2012б. — 216 с.
- Шиженский Р. В. Философия доброй силы: Жизнь и творчество Доброслава (А. А. Добровольского). — 2-е изд., испр. и доп.. — М.: Орбита-М, 2013. — 272 с.
- Шиженский Р. В. «Я — язычник!» — к вопросу о самоопределении прозелитов славянского pagan-движения на примере ярославской общины «Велесово Урочище» // Религия в истории народов России и Центральной Азии. — Барнаул: АлтГУ, 2014. — С. 360—366.
- Шиженский Р. В., Тютина О. С. Некоторые аспекты кодификации феномена современного славянского язычества по данным полевых исследований (статья № 2) // Colloquium heptaplomeres : науч. альманах  / сост. А. А. Бесков, Р. В. Шиженский. — Н. Новгород: НГПУ имени Козьмы Минина, 2014. — Вып. 1: Язычество в XX—XXI веках — российский и европейский контекст. — С. 86—95.
- Шиженский Р. В. Волховской посох: к вопросу о сакральной атрибутике русского язычества XXI века // Colloquium heptaplomeres. — 2018. — № 5. — С. 25—32.
- Шляпентох Д. В. Антисемитизм истории: вариант русских неоязычников // Colloquium heptaplomeres : научный альманах  / Научно-исследовательской лаборатория «Новые религиозные движения в современной России и странах Европы». Нижегородский государственный педагогический университет имени Козьмы Минина. — Н. Новгород: НГПУ, 2014. — № 1. — С. 76—85. — ISSN 2312-1696.
- Шнирельман В. А. Неоязычество и национализм. Восточноевропейский ареал. — М.: ИЭА РАН, 1998. — 25 с. — (Исследования по прикладной и неотложной этнологии. Документ № 114).
- Шнирельман В. А. От «советского народа» к «органической общности» // Славяноведение. — 2005. — № 6.
- Шнирельман В. А. Русское родноверие : неоязычество и национализм в современной России. — М.: Библейско-богословский институт святого апостола Андрея, 2012. — xiv + 302 с. — ISBN 978-5-89647-291-9.
- Шнирельман В. А. Хазарский миф : идеология политического радикализма в России и её истоки. — М.: Мосты культуры-Гешарим, 2012б. — 312 с. — ISBN 9785932733554.
- Шнирельман В. А. Эзотерика и евреи : образ другого // Материалы XXI Международной ежегодной конференции по иудаике  / Отв. ред. В. В. Мочалова. — М., 2014. — Вып. 50. — С. 251—268.
- Шнирельман В. А. Арийский миф в современном мире / Российская академия наук, Институт этнологии и антропологии имени Н. Н. Миклухо-Маклая. — М.: Новое литературное обозрение, 2015. — (Библиотека журнала «Неприкосновенный запас»). — ISBN 978-5-4448-0279-3.
- Язычество в современной России: опыт междисциплинарного исследования: Монография / Под ред. Р. В. Шиженского. — Нижний Новгород: Мининский университет, Типография Поволжье, 2016.
  - Астахова Л. С. Методологические основания исследования неоязычествав условиях мультипарадигмальности религиоведения // Там же. — 2016. — С. 6—12.
  - Бесков А. А. Российская язычески мотивированная эргонимия как индикатор общественного интереса к восточнославянскому язычеству // Там же. — 2016б. — С. 12—24.
  - Гайдуков A. B. Новое язычество, неоязычество, родноверие : проблема терминологии // Там же. — 2016. — С. 24—46.
  - Гизбрехт А. И. К вопросу об эстетике русского неоязычества (на материале изобразительного и декоративно-прикладного творчества) // Там же. — 2016. — С. 47—62.
  - Григорьева Л. И. «Язычники» Красноярска в формате кейс-стади: взгляд снаружи и изнутри // Там же. — 2016. — С. 62—78.
  - Гусева Е. С., Шиженский Р. В. Психологические особенности «религиозной инициации»: опыт православно-языческого параллелизма XXI века // Там же. — 2016. — С. 78—92.
  - Кузьмин А. Г. Современный этап развития русского неоязычества: особенности политической идеологии и противодействие пропаганды радикального национализма // Там же. — 2016. — С. 92—133.
  - Кутарев О. В. История мистификаций и домыслов в области славянского пантеона (до середины XIX в.) // Там же. — 2016. — С. 133—161.
  - Мартинович В. А. Проблематика целостного восприятия феномена неоязычества // Там же. — 2016. — С. 161—176.
  - Пепеляева С. В. Неоязыческие мотивы в литературе : романтизм / современность // Там же. — 2016. — С. 176—190.
  - Самойлова Г. С. Антропонимы как способ самовыражения в новых языческих течениях // Там же. — 2016. — С. 190—201.
  - Чудинов С. И. Неоязыческий проект духовно-политического порядка : метафизика власти в условиях социальной турбулентности // Там же. — 2016. — С. 201—215.
  - Шиженский Р. В. Современное русское жреческо-волховское «сословие» сквозь призму религиозных концептов К. Г. Доусона // Там же. — 2016. — С. 215—235.
  - Яшин В. Б. Современное русское неоязычество в региональном измерении : сибирская версия // Там же. — 2016a. — С. 235—243.
- Ярцев А. Б. Современное неоязычество : к вопросу о происхождении понятия // Учёные записки Орловского государственного университета. Серия : Гуманитарные и социальные науки. — 2012. — № 5. — С. 151—155.
- Яшин В. Б. Миф об утраченной прародине в русском неоязычестве конца ХХ – начала XXI // В мире научных открытий. — 2013. — № 11.3 (47). — С. 352—358.
- Яшин В. Б. Русское неоязычество в контексте проблемы религиозно-политического экстремизма // Научный вестник Омской академии МВД России. — 2014. — № 1 (52). — С. 37—40.
- Яшин В. Б. Город в картине Мира Русского неоязычества: истоки и интерпретация символики // Исторические, философские, политические и юридические науки, культурология и искусствоведение. Вопросы теории и практики. — 2015а. — № 3—1 (53). — С. 214—217.
- Яшин В. Б. К вопросу о легитимности термина «Неоязычество» как религиоведческой категории // Казанская наука. — 2015б. — № 10. — С. 147—149.
- Яшин В. Б. Эсхатологические мотивы в современном русском неоязычестве // Colloquium heptaplomeres : научный альманах  / Научно-исследовательской лаборатория «Новые религиозные движения в современной России и странах Европы». Нижегородский государственный педагогический университет имени Козьмы Минина. — Н. Новгород: НГПУ, 2016б. — № 3. — С. 36—42.
- Яшин В. Б. «Славянская община староверов-семейников» в контексте трансформационных процессов в современном русском неоязычестве // Традиция. Религия. Память сборник статей и тезисов докладов I международной научной конференции / НИИ Липецкого государственного технического университета; Липецкое региональное отделение Российского общества интеллектуальной истории. — 2016в. — С. 94—98.
- Яшин В. Б. Рецепция элементов шаманского комплекса коренных народов сибири в современном русском неоязычестве // Общество: философия, история, культура. — 2017. — № 2. — С. 111—114.
- Indigenous religions. «Русь Языческая»: этническая религиозность в России и Украине XX—XXI вв / Сост. и общ. ред. Р. В. Шиженский. — Нижний Новгород: НГПУ, 2010. — 234 с.

на других языках
- Aitamurto K. Neoyazychestvo or rodnoverie?: reflection, ethics and the ideal of religious tolerance in the study of religion // Общество как событие: «система» и «жизненный мир» (англ.). — Омск, 2007а. — P. 55—70. — ISBN 978-5-98867-009-4.
- Aitamurto, Kaarina (2008). Egalitarian Utopias and Conservative Politics: Veche as a Societal Ideal within Rodnoverie Movement. Axis Mundi: Slovak Journal for the Study of Religions. 3: 2–11. {{cite journal}}: templatestyles stripmarker в |author= на позиции 1 (справка)Википедия:Обслуживание CS1 (множественные имена: authors list) (ссылка) Википедия:Обслуживание CS1 (числовые имена: authors list) (ссылка)
- Aitamurto K. (2011): Paganism, traditionalism, nationalism: Narratives of Russian Rodnoverie. Diss. University of Helsinki. — ISBN 978-952-92-9022-2
- Aitamurto K. Paganism, Traditionalism, Nationalism: Narratives of Russian Rodnoverie (англ.). — L.; NY: Routledge, 2016. — 232 p. — (Studies in Contemporary Russia). — ISBN 978-1472460271.
  - Тюхтяев А. Е. Рец. на кн.: Kaarina Aitamurto. Paganism, Traditionalism, Nationalism: Narratives of Russian Rodnoverie. N.Y.; L.: Routledge, 2016. 222 p. (англ.) // Антропологический форум. — 2017. — No. 34. — P. 281—292.
- Aitamurto, Kaarina, Gaidukov, Alexey. Russian Rodnoverie: Six Portraits of a Movement // Modern Pagan and Native Faith Movements in Central and Eastern Europe / Kaarina Aitamurto, Scott Simpson. — Durham : Acumen, 2013. — P. 146–163. — ISBN 9781844656622.
- Brown T. S. Subcultures, pop music and politics: skinheads and «Nazi rock» in England and Germany (англ.) // Journal of Social History. — 2004. — Vol. 38, no. 1. — P. 157—178.
- Gaidukov A. The Russian-Language Internet and Rodnoverie // Modern Pagan and Native Faith Movements in Central and Eastern Europe (англ.) / K. Aitamurto & S. Simpson (eds.). — Durham: Acumen, 2013. — P. 315–332. — x+358 p. — (Studies in Contemporary and Historical Paganism). — ISBN 978-1-84465-662-2.
- Гайдуков А. В. Неоязычество // Idei v Rossii – Ideas in Russia – Idee w Rosji: Leksykon rosyjsko-polsko-angielski / Ed. by J. Kurczak. — Łódź, 2007. — Vol. 6. — P. 182—193.
- Golovneva, Elena. Saving the Native Faith: Religious Nationalism in Slavic Neo-paganism (Ancient Russian Yngling Church of Orthodox Old Believers-Ynglings and Svarozhichi) // Convention 2017 "Modernization and Multiple Modernities" / Elena Stepanova, Tatiana Kruglova. — Yekaterinburg : Knowledge E, 2018. — Vol. 3. — P. 337–347. — doi:10.18502/kss.v3i7.2485.
- Ivakhiv, Adrian (2005). Nature and Ethnicity in East European Paganism: An Environmental Ethic of the Religious Right?. The Pomegranate: The International Journal of Pagan Studies. 7 (2): 194–225. doi:10.1558/pome.2005.7.2.194.
- Ivanits L. J. Russian Folk Belief (англ.). — M. E. Sharpe, 1989. — ISBN 9780765630889.
- Laruelle, Marlène (2008). Alternative Identity, Alternative Religion? Neo-Paganism and the Aryan Myth in Contemporary Russia. Nations and Nationalism. 14 (2): 283–301. doi:10.1111/j.1469-8129.2008.00329.x.{{cite journal}}:  Википедия:Обслуживание CS1 (множественные имена: authors list) (ссылка)
- Laruelle, Marlène. The Rodnoverie Movement: The Seach For Pre-Christian Ancestry And The Occult // The New Age of Russia. Occult and Esoteric Dimensions (англ.) / Brigit Menzel; Michael Hagemeister; Bernice Glatzer Rosenthal (eds.). — Munich: Kubon & Sagner, 2012. — P. 293—310. — ISBN 9783866881976.
- Olenich T. S., Oreshin A. V. Neo-paganism: the latent threat or influence of “soft power” on the Russian youth // Научный альманах стран Причерноморья. — Ростов н/Д.: ДГТУ, 2019. — Т. 18, № 2. — С. 17–24. — ISSN 2414-1143. — doi:10.23947/2414-1143-2019-18-2-17-24.
- Pilkington H.; Popov A. Understanding Neo-paganism in Russia: Religion? Ideology? Philosophy? Fantasy? // In George McKay (ed.). Subcultures and New Religious Movements in Russia and East-Central Europe (англ.). — Peter Lang, 2009. — 282 p. — ISBN 9783039119219.
- Saunders, Robert A. (2019). Rodnovery. Historical Dictionary of the Russian Federation (2nd ed.). Rowman & Littlefield. pp. 565–567. ISBN 9781538120484.
- Shnirelman V. A. Russian Neo-pagan Myths and Antisemitism (англ.). — Jerusalem, 1998.
- Shnirelman V. (1998): Russian Neo-pagan Myths and Antisemitism. in Acta Nr. 13, Analysis of Current Trends in Antisemitism, The Vidal Sassoon International Center for the Study of Antisemitism, Hebrew University of Jerusalem. (англ.)
- Shnirelman, Victor A. (2000). Perun, Svarog and Others: Russian Neo-Paganism in Search of Itself. The Cambridge Journal of Anthropology. 21 (3): 18–36. JSTOR 23818709.
- Shnirelman V. A. 'Christians! Go home': A Revival of Neo-Paganism between the Baltic Sea and Transcaucasia (An Overview) (англ.) // Journal of Contemporary Religion[англ.]. — 2002. — Vol. 17. — P. 197–211. — doi:10.1080/13537900220125181.
- Shnirelman V. Russian Neopaganism: From Ethnic Religion to Racial Violence // Modern Pagan and Native Faith Movements in Central and Eastern Europe (англ.) / K. Aitamurto & S. Simpson (eds.). — Durham: Acumen, 2013. — P. 62—71. — x+358 p. — (Studies in Contemporary and Historical Paganism). — ISBN 978-1-84465-662-2.
- Shnirelman, Victor A. Obsessed with Culture: The Cultural Impetus of Russian Neo-Pagans // Cosmopolitanism, Nationalism, and Modern Paganism / Kathryn Rountree. — New York : Palgrave Macmillan, 2017. — P. 87–108. — ISBN 9781137570406.
- Shnirelman, Victor A. How to Become the 'Slavic-Aryans': The Founders of the Russian Neo-Paganism and Their Ambitions // Religion and Magic in Socialist and Post-Socialist Contexts I: Historic and Ethnographic Case Studies of Orthodoxy, Heterodoxy, and Alternative Spirituality / Alexandra Cotofana, James M. Nyce. — Stuttgart : ibidem-Verlag, 2017b. — P. 75–98. — ISBN 9783838209890.
- Strmiska, M. F. Modern Paganism in World Cultures // Modern Paganism in World Cultures : Comparative Perspectives / M. F. Strmiska. — Santa Barbara, CA, Dencer, and Oxford : ABC-CLIO, 2005. — P. 18–22. — ISBN 1-85109-608-6. Архивная копия от 28 февраля 2021 на Wayback Machine
- Tambovtseva, Svetlana (2019). 'VseiaSvetnaia Gramota': Kabbalistic Hermeneutics and Utopian Comparative Studies. State, Religion and Church. 6 (2). Moscow: Russian Presidential Academy of National Economy and Public Administration: 48–73. doi:10.22394/2311-3448-2019-6-2-48-73 (inactive 20 января 2025). ISSN 2311-3448. {{cite journal}}: templatestyles stripmarker в |author= на позиции 1 (справка)Википедия:Обслуживание CS1 (DOI неактивен с 2025) (ссылка) Википедия:Обслуживание CS1 (множественные имена: authors list) (ссылка) Википедия:Обслуживание CS1 (числовые имена: authors list) (ссылка)

### Информационная и публицистическая
- Белов А. А. (религиовед). «Пятая колонна» родноверов : РПЦ беспокоит возрастающая популярность неоязычества в силовых структурах и системе ФСИН // Независимая газета. — 2016. — 3 февраля.
- Григорьев, Андрей. Пламенная вера // НГ-Религии. — 2010. — 16 июня.
- Григорьев, Андрей. У московских язычников появились жертвы // НГ-Религии. — 2012. — 4 июля.
- Лихачёв В. А.[укр.]. Правые радикалы между Богом и нацией [глава из книги]. ИАЦ «Сова». 06.08.2003 (2003). Архивная копия
- Мальцев В. А. Месть мёртвых богов // Независимая газета : газета. — 02.09.2009.
- Мальцев В. А. «Сахалинскому стрелку» нашли цель. В Московском Патриархате заявляют об антицерковном терроре со стороны язычников // НГ-Религии. — 2014. — 19 февраля.
- Мальцев В. А. Варяги Донбасса: Среди ополченцев встречаются адепты национализма и «родноверия» // НГ-Религии. — 2015. — 1 апреля.
- Мальцев В. А. Расизм во имя Перуна поставили вне закона // НГ-Религии. — 18.11.2015.
- Матыцин В. А. Приговор по делу А. Ю. Хиневича — дело № 1-18-93/09. 11 июня 2009 года // Центральный районный суд г. Омска. — Омск, 2009.
- Мельников, Андрей. Язычники теперь будут отслеживать гонителей // НГ-Религии. — 2020. — 2 июня.
- Мельников, Андрей. Язычество без запретки // НГ-Религии. — 2021. — 16 февраля.
- Мороз Е. Л. Ведизм и фашизм // Барьер: Антифашистский журнал. — Библиотека «Звезды», 1994. — № 1. — С. 4—8.
- Пасманик Д. С. Русская революция и евреи (Большевики и иудаизм). — Париж: Франко-русская печать, 1923.
- Скрыльников, Павел. Русские боги за решеткой : Как неоязычники объединяются и выживают в местах заключения // НГ-Религии. — 2016. — 7 декабря.

### Аффилированная
- Гаврилов Д. А., Брутальский Н. П., Авдонина Д. Д., Сперанский Н. Н. Манифест языческой традиции. — М.: Ладога-100, 2007. — 40 с. — ISBN 978-5-94494-047-6.
- Экспертиза Велесовой книги: История, лингвистика, ДНК-генеалогия / А. А. Клёсов, В. С. Гнатюк, Ю. В. Гнатюк, Д. С. Логинов, Г. З. Максименко, В. Д. Осипов, В. В. Цыбулькин, М. Н. Сердюченко ; [ с предисловием А. Т. Липатова, переводами фрагментов и рядом примечаний Н. В. Слатина ]. — М.: Концептуал, 2015. — Т. 1—3. — ISBN 978-5-906756-42-8. (том 1; том 2; том 3, часть 1; том 3, часть 2).